# Hermann Göring
Hermann Wilhelm Göring (Rosenheim, 12 januari 1893 – Neurenberg, 15 oktober 1946) was een Duits politicus, militair leider en een vooraanstaand lid van de NSDAP.

## Inleiding
Als piloot in de Eerste Wereldoorlog schoot hij 22 vijandelijke vliegtuigen neer en ontving hij de onderscheiding Pour le Mérite.
Göring nam in 1923 deel aan de Bierkellerputsch en kreeg daarbij een kogel in zijn lies. Hij werd zwaargewond naar zijn peetoom en arts in Oostenrijk afgevoerd en vervolgens naar Zweden, het geboorteland van zijn toenmalige echtgenote. Hij kreeg morfine om de pijn te stillen en zou daar een levenslange verslaving aan overhouden.
In 1935 werd Göring opperbevelhebber van de Luftwaffe (luchtmacht), een positie die hij bekleedde tot 23 april 1945. In 1940 promoveerde Adolf Hitler hem tot rijksmaarschalk, waardoor Göring overste werd van alle commandanten van de Wehrmacht en op 1 september 1939, op het moment van de Duitse inval in Polen, wees Hitler hem aan als zijn opvolger en plaatsvervanger van al zijn bevoegdheden. In 1942, toen de Duitse oorlogsinspanningen achteruit gingen op beide fronten, was Görings aanzien ten opzichte van Hitler sterk verminderd. Göring trok zich grotendeels terug uit het leger en de politiek om te genieten van de geneugten van het leven van een rijk en machtig man.
Na de Tweede Wereldoorlog werd Göring op de Processen van Neurenberg wegens oorlogsmisdaden en misdaden tegen de menselijkheid veroordeeld tot de dood door ophanging, maar hij pleegde de nacht voor de uitvoering van het vonnis zelfmoord door de inname van cyaankali.

## Familieachtergrond
Op 12 januari 1893 werd Hermann Wilhelm Göring geboren in het Mariënbadsanatorium even buiten Rosenheim, een stadje circa vijfenzestig kilometer ten zuiden van München.:pag. 12
Zijn vader, Ernst Heinrich Göring, was hoofdambtenaar bij de Duitse consulaire dienst. Hij diende in de Duitse Oorlog en Frans-Duitse Oorlog bij de cavalerie.:pag. 11 In 1885 trouwde hij met Franziska Tiefenbrunn en enkele maanden later vertrok hij naar Zuidwest-Afrika (tegenwoordig Namibië). Hij werd daar de eerste gouverneur-generaal (Kaiserlicher Kommissar) en moest erop toezien dat de vredesakkoorden tussen de inheemse volken onderling en met de nieuwe kolonisator werden nagekomen. Daarnaast was hij belast met het verwerven van exploitatierechten voor de mijnbouw en moest hij de wapen- en drankhandel organiseren. In 1888 moest hij Zuidwest-Afrika echter gehaast verlaten nadat de leider van de Ovaherero, Maharero, het verdrag met de Duitsers opzegde. Göring vertrok in eerste instantie naar het Britse Walvisbaai, en verliet Zuidwest-Afrika in augustus 1890 voor Haïti, waar hij werd aangesteld als consul. In 1896 ging hij met pensioen en keerde hij terug naar Duitsland.
Görings moeder, Franziska "Fanny" Tiefenbrunn was afkomstig van een boerenfamilie uit Beieren. Ze vertrok in 1885 samen met Heinrich Göring naar Zuidwest-Afrika. In dat land beviel ze van Olga Therese Sophie Göring met de hulp van Hermann Epenstein Ritter von Mauternburg, een Duitse arts. In de tussenliggende jaren onderhielden de Görings contact met deze arts en voor de bevalling van haar vierde kind, Hermann, ging ze op zijn advies naar het Mariënbadsanatorium. Hermann Göring werd genoemd naar Epenstein, die ook zijn peetoom werd.
Omdat zijn moeder na enkele maanden Duitsland verliet om zich weer bij haar man te voegen op Haïti, werd Hermann gedurende drie jaar ondergebracht bij een pleeggezin in Fürth. Toen zijn vader met pensioen ging in 1896, keerde Hermann terug naar zijn ouders. Toen de Görings uit het Caraïbisch gebied terugkeerden, begroette Hermann zijn moeder door haar te bijten. Zijn vader negeerde hij volkomen. Hermann kon het zijn ouders maar moeilijk vergeven dat ze hem bij een pleeggezin hadden achtergelaten. Vooral voor zijn vader, die na zijn pensioen verslaafd raakte aan alcohol, kon hij weinig respect opbrengen.
Hermann Göring had twee broers en twee oudere zusters, Olga Therese Sophie en Paula Elisabeth Rosa. Hermann Görings oudere broer, Karl-Ernst, emigreerde al op jonge leeftijd naar de Verenigde Staten. Karls zoon, Werner Göring, werd kapitein bij de United States Army Air Forces en vocht tijdens de Tweede Wereldoorlog tegen de Luftwaffe, die onder leiding van zijn oom stond. Hij nam onder meer deel aan bombardementen op Duitse steden. Görings jongere broer, Albert, was een tegenstander van het naziregime en hielp veel Joden en andere dissidenten in Duitsland tijdens het nazibewind.
Een neef van Göring, Hans-Joachim, was een piloot van de Luftwaffe. Hij was ingedeeld bij het Zerstörergeschwader 76 en vloog met een Messerschmitt Bf 110. Hans-Joachim werd tijdens een vlucht op 11 juli 1940 door Hawker Hurricanes van het No. 78 Squadron RAF neergeschoten.

## Jeugd

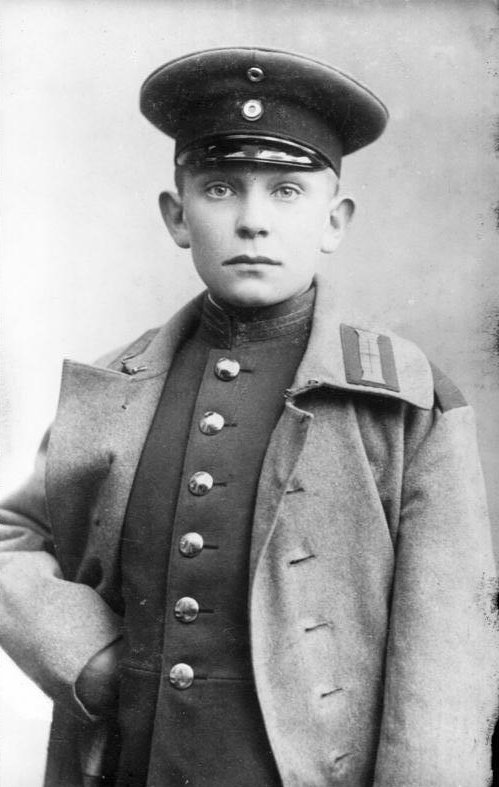
Hermann Göring in 1907 als cadet

Na drie jaar was Hermann herenigd met zijn familie.:pag. 11 Toen ze terug in Duitsland kwamen, woonde de familie Göring in het huis van Hermann Epenstein in de Fregestraße 19 te Berlin-Friedenau. Franziska werd de maîtresse van Epenstein. Franziska Göring sliep bij hem als hij op bezoek kwam, terwijl haar wettelijke echtgenoot elders overnachtte. Epenstein was een vermogend man die vaak in de aristocratische kringen vertoefde.
Heinrich Göring werd in 1899 ziek en leed aan bronchitis. Op uitnodiging van Epenstein vertrok het gezin wegens Heinrichs gezondheid naar zijn kasteel Burg Veldenstein te Neuhaus an der Pegnitz nabij Neurenberg. De Görings mochten van Epenstein vrij gebruikmaken van dit kasteel. Een exacte datum is niet te achterhalen, maar aangenomen wordt dat tijdens de tijd dat Heinrich Göring ziek was, Franziska Göring de minnares was geworden van Epenstein.:pag. 6
In 1904 ging Hermann Göring op elfjarige leeftijd op kosten van Epenstein naar een kostschool in Ansbach, Frankenland. Göring, die koppig, verwaand en bazig was, kwam voor het eerst nadrukkelijk in contact met andere kinderen.:pag. 8 Hij had een hekel aan de school. De discipline was er streng, het eten slecht en tijdens de muzieklessen moest hij vioolspelen, een instrument dat hij verafschuwde. Buiten schooltijd volgde Göring bovendien nog enkele pianolessen. Nadat ze een opstel moesten schrijven over de persoon die ze het meest ter wereld bewonderden, had hij het helemaal gehad met de school. Göring had namelijk een opstel geschreven over Epenstein, terwijl men op school verwachtte dat de jongens schreven over hun vader, Wilhem II, Otto von Bismarck of Frederik de Grote. Hermann Göring werd door de rector op het matje geroepen en deze kwam erachter dat zijn peetoom van Joodse komaf was. In die tijd werden Joden door veel burgers geminacht. Göring kreeg strafwerk en daarmee was de kous af voor de school. Echter, de dag erna ging Göring naar school toe, vernielde zijn viool en keerde huiswaarts.:pag. 9

### Militaire opleiding
Aangezet door zijn moeder slaagden zijn vader en zijn peetoom, beiden vroegere cavaleristen, erin voor Hermann een plaats te verkrijgen op de militaire academie in Karlsruhe.:pag. 10 Na vier jaar militaire academie verliet Göring op zestienjarige leeftijd de school met uitstekende cijfers voor geschiedenis, Frans, Engels, paardrijden en muziek. Door zijn goede cijfers op de academie in Karlsruhe, kostte het hem geen moeite om te worden toegelaten tot de Preußische Hauptkadettenanstalt, een cadettenopleiding voor toekomstige officieren, in Berlin-Lichterfelde.:pag. 15
Göring, al van kinds af aan een bewonderaar van militaire uniformen en middeleeuwse rituelen, genoot volop tijdens zijn verblijf op de cadettenopleiding. De uniformen van de cadetten waren chic en kleurrijk en het gedrag van de cadetten was gegrond op middeleeuwse voorschriften. Hermann Göring slaagde op zijn negentiende in bijna alle vakken magna cum laude.:pag. 17 Hij werd als luitenant opgenomen in het Prinz Wilhelmregiment en geplaatst in het hoofdkwartier in Mülhausen.:pag. 16 Voordat hij daar zijn intrek nam, mocht hij een periode met verlof naar huis. Daar aangekomen zag Göring dat het aanzienlijk minder ging dan voor zijn vertrek. De relatie tussen zijn moeder en peetoom was voorbij toen Epenstein in 1913 op zijn 62e getrouwd was met een 26-jarige en de familie Göring werd uit het kasteel Veldenstein gezet. Ze verhuisden naar München en kort daarna stierf Heinrich Göring.:pag. 16
Hermann, die toen alweer dienstdeed bij zijn regiment, keerde huiswaarts met bijzonder verlof en gebruikte de dag en avond voor de begrafenis om zijn moeder te helpen bij het doorlopen van de papieren. Tijdens het doorlopen van de papieren zag Hermann welke grote carrière zijn vader had gehad en sindsdien betreurde hij zijn slechte relatie met zijn vader.:pag. 14 Heinrich Göring werd op het Waldfriedhof in München begraven.

## Eerste Wereldoorlog
Hermann Göring was 21 jaar toen de Eerste Wereldoorlog begon. Hij zag met de oorlog zijn wens in vervulling gaan om zijn moed en mannelijkheid te tonen. Bovendien was hij opgegroeid met het idee dat hij door strijd moest bijdragen aan de glorie van het vaderland. Göring zette tijdens de oorlog de militaire traditie van de familie voort. Hij diende eerst bij de infanterie en daarna bij de luchtmacht.

### Infanterie

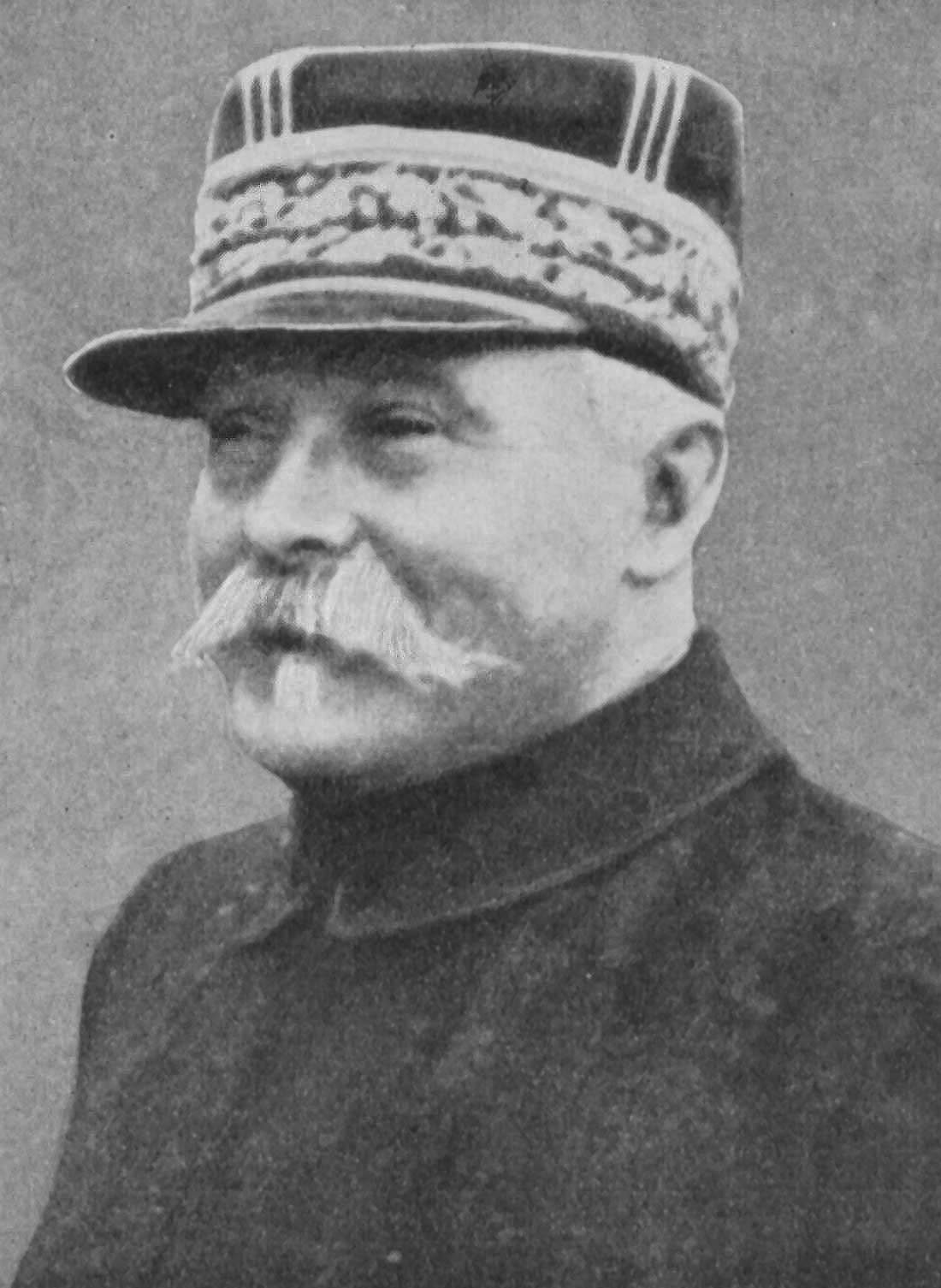
Göring wilde generaal Paul Pau ontvoeren uit Mulhouse.

Enkele uren na de uitbraak van de Eerste Wereldoorlog maakte het Prinz Wilhelmregiment al contact met de vijand.:pag. 15 De garnizoensstad van het regiment, Mulhouse lag aan de Franse oever van de Rijn in Elzas-Lotharingen, door de Duitsers geannexeerd na de Frans-Duitse Oorlog in 1870. Het Prinz Wilhelmregiment trok zich meteen nadat de Fransen de oorlog verklaard was terug naar de Duitse oever van de Rijn. Meteen na die Duitse terugtocht vestigde zich hier een Franse voorpost onder leiding van generaal Paul Pau. Ze hesen de vlag op het stadhuis en verklaarden dat de burgers vanaf dat moment Fransen waren. Midden in de festiviteiten reed een peloton Duitse troepen, onder leiding van luitenant Hermann Göring, terug over de Rijn in een pantsertrein. De Fransen, die op de grond zwak waren, trokken zich haastig terug naar de hoofdposities. Göring nam de Franse vlag persoonlijk in beslag en liet zijn troepen alle Franse aanplakbiljetten verwijderen.:pag. 16 Net voor de nacht reden de Duitsers terug naar de Duitse oever waarbij ze vier achtergebleven Franse cavaleriepaarden meenamen.
De volgende dag konden de Duitsers hun actie met de pantsertrein niet herhalen, doordat de Fransen 's nachts de stad weer hadden ingenomen en ditmaal de spoorweg lieten bewaken. De Franse vlag wapperde opnieuw boven het stadhuis. Göring organiseerde een patrouille van zeven man.:pag. 16 Ze werden met fietsen ze over de Rijn gezet en reden naar Mulhouse onder leiding van Göring. De Duitsers kenden het gebied beter dan de Fransen. Kort na zonsopgang overrompelden ze een Franse voorpost. Hierna fietsten ze naar het centrum van de stad en probeerden zo dicht mogelijk bij het stadsplein te komen, waar een menigte mensen de Franse troepen onthaalden. Göring zag dat de kleine generaal Pau in het middelpunt van de festiviteiten stond. Hij bedacht een gewaagd plan en stelde zijn mannen op de hoogte. Göring zou het dichtstbijzijnde paard pakken en bestijgen. Daarna zou hij dwars door de menigte naar generaal Pau rijden, die oppakken en voor zich dwars op het zadel plaatsen en met hem terugrijden naar de Duitse stelling. Zijn mannen moesten hem tijdens deze gewaagde actie dekken.:pag. 16 Op het moment dat Göring de teugel van het paard wilde grijpen, trok iemand van zijn peloton zenuwachtig aan de trekker en loste daarmee een schot. De Fransen sloegen alarm en Göring moest zich met zijn mannen terugtrekken. Göring legde daarna een hinderlaag voor een Franse voorpost en de Duitsers namen vier Franse soldaten gevangen. Voor deze actie werd Hermann Göring voor het eerst genoemd in het legerbericht en geprezen om zijn durf en initiatief.:pag. 17
Al snel maakte Göring kennis met de andere kant van de oorlog. Toen de eerste zware regen- en sneeuwbuien vielen op het westfront en het front begon vast te lopen, ging het Prinz Wilhelmregiment in de loopgraven. Maanden van vervelende, modderige en bloederige loopgraafgevechten begon. Göring moest na enkele weken al van het onbeweeglijke front af. Hij kampte met een reuma-aanval en werd naar een ziekenhuis in Freiburg im Breisgau vervoerd.:pag. 17 Hij miste daardoor de slag bij de Marne, waarbij veel van zijn collega's om het leven kwamen.

### Luchtmacht

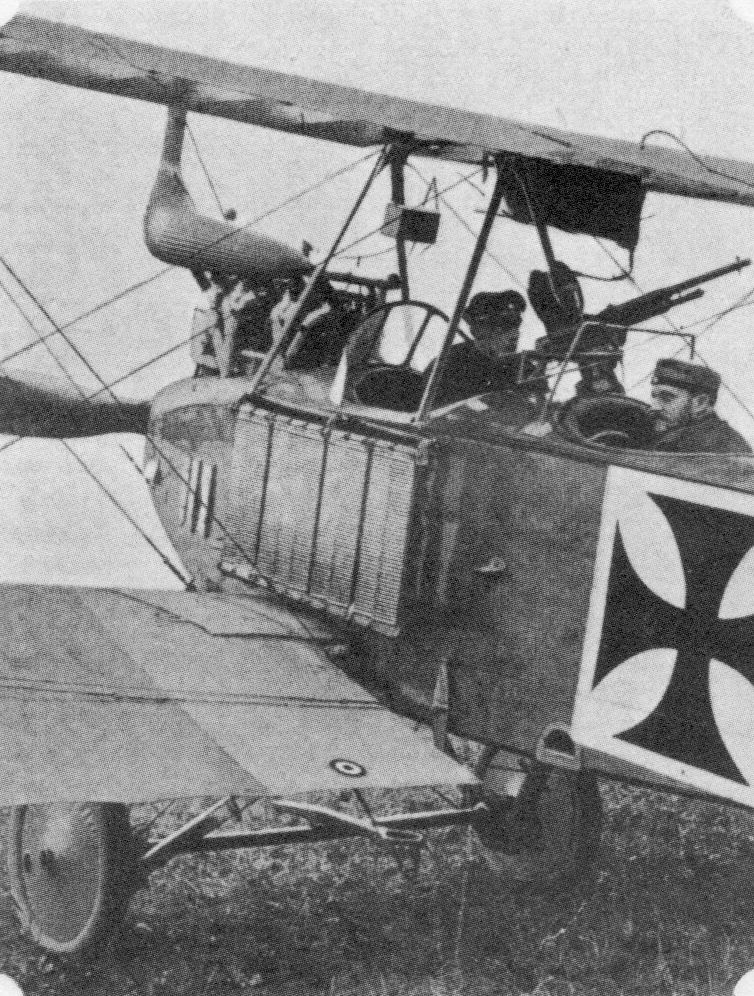
Een Albatros B.II. Hierin maakte Göring zijn eerste vluchten.

Tijdens zijn herstel in Freiburg kreeg hij bezoek van zijn vriend Bruno Loerzer, die hij in Mulhouse had leren kennen. Dit bezoek zou zijn militaire carrière een drastische wending geven. Kort na het uitbreken van de oorlog waren de twee gescheiden. In Freiburg troffen ze elkaar weer. Loerzer volgde daar een opleiding voor piloot voor de pas opgerichte Duitse luchtmacht.:pag. 17 Göring was tijdens zijn herstel gedesillusioneerd geraakt door de infanterieoorlog en vreesde dat er nog maar weinig ruimte bleef voor individuele initiatieven.:pag. 9 Tegelijkertijd stonden de kranten vol met heldenverhalen over de Duitse piloten die boven het westfront vlogen. Göring kreeg veel over de plannen van de Luftstreitkräfte te horen.
Vanuit zijn wens om roem te vergaren, schreef hij zijn commandant om toestemming te vragen en toelating te krijgen tot de vliegschool in Freiburg. Toen Göring na twee weken nog geen antwoord had ontvangen, wist hij de nodige papieren te bemachtigen van een kazerne in de buurt. Hij vulde de overplaatsingspapieren in, ondertekende ze en vertrouwde erop dat hij toestemming zou krijgen. Als hij nog samen met Loerzer de strijd aan wilde gaan, dan moest hij snel beginnen met de opleiding. Göring had zelf al voor zijn uitrusting gezorgd en was al begonnen als waarnemer in Loerzers vliegtuig. Plotseling kreeg hij bericht van het regiment: zijn overplaatsing werd geweigerd en Göring werd bevolen zich bij zijn regiment te voegen zodra de medische dienst hem gezond had verklaard.:pag. 18
Göring wilde niet terug naar het regiment. Hij deelde alleen aan Loerzer het bevel van zijn regiment mee. Ondertussen bracht hij elk moment dat er een vliegtuig beschikbaar was door in de lucht met zijn vriend om het vak te leren dat hij beslist had te willen uitvoeren, dat van operateur-waarnemer.:pag. 19 Wilde hij een opleiding tot piloot volgen, dan zou hij het eerste deel van de luchtoorlog missen en dat was geen optie voor Göring. Ondertussen had het regiment gehoord dat hij zichzelf uit het ziekenhuis had ontslagen en hij kreeg nogmaals het bevel zich te melden bij zijn regiment.:pag. 19 Göring legde dit naast zich neer. Toen zijn vrienden hem vertelden, dat de kolonel woedend was en hem voor de krijgsraad dreigde te slepen, stuurde Göring een brief naar zijn peetoom, Hermann Epenstein, die arts was en voor hem een medische verklaring schreef van ongeschiktheid voor verdere dienst in de loopgravenoorlog. Daarnaast zorgde Epenstein voor een definitieve plaats voor Göring en Loerzer, bij de luchtmacht.:pag. 20
De aanklacht tegen Göring werd plotseling teruggebracht en hij kwam ervan af met de geringe straf van 21 dagen kamerarrest.:pag. 17 Voordat de veroordeling kon worden uitgevoerd, kwamen hogere orders tussenbeiden. Kroonprins Wilhelm van Pruisen was een fervent voorvechter van de nieuwe luchtmacht en hij wilde dat Göring onmiddellijk werd opgenomen bij de nieuwe eenheid.:pag. 20
In de lente van 1915 werden Göring en Loerzer overgeplaatst naar Stenay en ze deden in het begin voornamelijk verkenningswerk. Görings werk als operateur-waarnemer was lastig uit te voeren. Hij vloog in een tweezitter Albatros, waarvan de onderste vleugel precies in zijn gezichtsveld viel. Hij moest daardoor over de kant van het vliegtuig hangen en ondertussen moest Loerzer het toestel laten overhellen, zodat Göring een foto kon nemen.:pag. 18
De commandant van het vijfde leger, waarvan Görings eenheid deel uitmaakte, eiste iedere dag luchtfoto's van de vestingstad Verdun. De vuurconcentratie in de vesting was echter zo groot, dat er geregeld camera's of vliegtuigen werden stukgeschoten. Göring en Loerzer gaven zich vrijwillig op om boven Verdun verkenningsfoto's te maken. Ze begonnen direct met de voorbereidingen en besteedden er drie dagen aan om laag boven de vesting te vliegen. Tijdens de vlucht liet Loerzer het vliegtuig een glijvlucht maken en Göring hing over de kant van zijn cabine en maakte diverse foto's met zijn camera. De foto's waren dusdanig nauwkeurig en scherp, dat kroonprins Friedrich Wilhelm beide mannen met het IJzeren Kruis 1e Klasse beloonde.:pag. 16
Tijdens de vluchten werden ze beschoten door troepen vanaf de grond en Göring had daarvoor een oplossing bedacht. Bij de eerst volgende verkenningsvlucht installeerde hij een mitrailleur in zijn cockpit en beschoot hij de troepen op de grond.:pag. 22 De actie van Göring werd door de Duitsers en Fransen overgenomen en in de lucht waren nu enkele vliegtuigen bewapend met een mitrailleur. In april kwam er een wending in de luchtstrijd. De Fransman Roland Garros beschoot een groep van vier Duitse vliegtuigen, alle onbewapend, en wist er twee van te vernietigen. Garros had zijn mitrailleur recht vooruit gericht en zijn propeller beschermd met metalen plaatjes. De Duitsers waren verrast, want tot op dat moment verliep de luchtoorlog met respect voor andermans piloten. De Duitsers schakelden Anthony Fokker in en die bouwde een verbeterde versie van Garros' uitvinding, waarbij een stalen pen de mitrailleur blokkeerde als het propellerblad voor de loop kwam. De Duitse luchtmacht was al snel heer en meester in het luchtruim en de gevechtsvliegtuigen werden vanaf dat moment volop ingezet.

#### Jachtvlieger

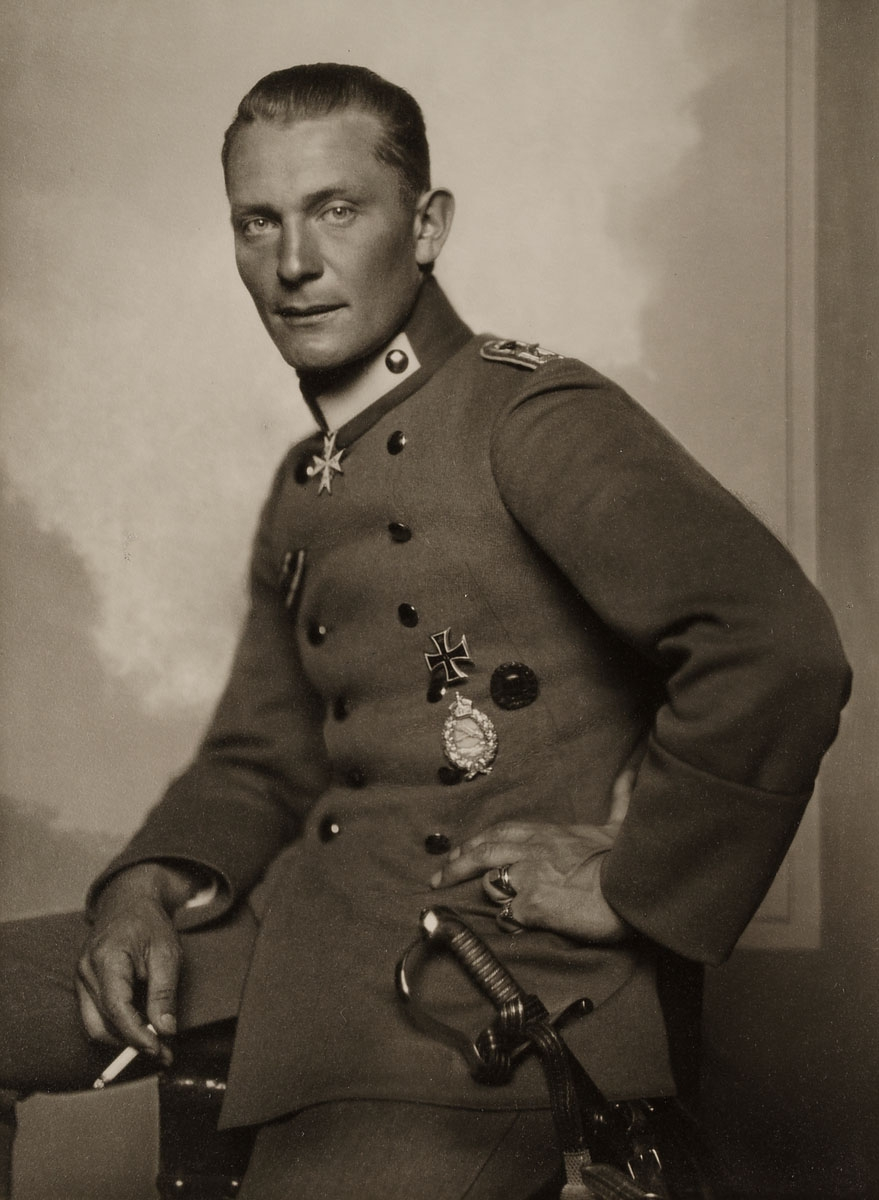
Göring in 1917

Namen als Von Richthofen, Immelmann en Boelcke waren de helden in die tijd van Duitsland. De eerzuchtige Göring begon daarop in juni 1915 ook aan de pilotenopleiding in Freiburg.:pag. 27 Hij had al vanaf het begin het vliegen onder de knie en slaagde zonder problemen. In oktober 1915 werd hij ingedeeld bij Jagdstaffel 5, een groep tweemotorige gevechtsvliegtuigen, die werden ingezet aan het westfront.:pag. 17:pag. 27 Na drie weken vliegen had Göring een treffen met de nieuwe Britse Handley Page bommenwerpers. Göring wilde de bommenwerper aanvallen, maar scheen te zijn vergeten dat de kolossale vliegtuigen altijd werden beschermd door een groep jagers. Waar de rest van zijn groep zich al had terug getrokken, moest Göring het alleen opnemen tegen een groep Sopwithjagers. Göring werd van diverse kanten beschoten en zijn vleugels werden, net als zijn benzinetank, doorboord met kogels. Ook hijzelf werd door diverse kogels getroffen en hij verloor kort het bewustzijn.:pag. 18 Toen hij weer was bijgekomen dirigeerde hij zijn vliegtuig naar Duits territorium en maakte een noodlanding nabij een noodhospitaal. Hij werd onmiddellijk geopereerd en na de operatie werd hij overgebracht naar een ziekenhuis verder achter de linies. Göring bleef daar enkele maanden herstellen, alvorens hij in de zomer van 1916 naar huis werd gestuurd. In die periode verloofde hij zich met Marianne Mauser.:pag. 20
Op 3 november 1916 meldde Göring zich opnieuw voor de dienst en werd ingedeeld bij Jagdstaffel 26, waarvan Loerzer de commandant was. Göring was een vrij succesvol piloot en in 1917 had hij al diverse toestellen neergeschoten en, naast het IJzeren Kruis, nog twee medailles veroverd. Vanwege zijn prestaties werd hij gepromoveerd tot bevelhebber van het nieuwe eskader Jagdstaffel 27, dat samen met Loerzers eenheid zijn basis in Izegem had.:pag. 19 Ondertussen waren de geallieerden begonnen zich ook steeds beter te bewapenen en kregen steun van de Amerikaanse luchtmacht. Hiermee kwam de luchtoorlog weer in evenwicht.
Göring was een succesvol eskadercommandant. De militaire training die hij had gevolgd, kwam hem goed van pas bij de administratieve en strategische kant van zijn werk, hij leidde zijn eenheid straf en efficiënt. Hoewel zijn piloten het niet altijd eens waren met zijn beleid, merkten ze tijdens de gevechten wel dat het effect had.:pag. 33 Het leiden van Jagdstaffel 27 deed Göring dermate goed, dat hij de hoogste Duitse onderscheiding van dat moment, de Pour le Mérite, kreeg.:pag. 33 Deze onderscheiding werd normaliter alleen aan piloten gegeven die meer dan vijfentwintig vijandelijke toestellen hadden neergehaald, maar Göring had er op dat moment pas vijftien neergeschoten. Hij kreeg de onderscheiding in Berlijn persoonlijk door de keizer uitgereikt.
Kort na zijn terugkeer in juni 1917 voegden de Duitsers diverse eskaders samen tot zogenaamde Jagdgeschwaders. Het bekendste Jagdgeschwader was Jagdgeschwader 1, dat onder leiding stond van Manfred von Richthofen. De Rode Baron, zoals Von Richthofen ook wel genoemd werd, haalde in totaal tachtig vijandelijke vliegtuigen neer, alvorens hij zelf werd getroffen. Het commando ging over naar Wilhelm Reinhard.:pag. 18
Op 3 juli 1918 werden diverse eskaderleiders te Berlin-Adlershof bij elkaar gebracht om een nieuwe reeks jachtvliegtuigen te testen. Göring vloog met de Dornier D.I en deed in de lucht aan wat acrobatiek en landde toen weer. Reinhard wilde daarna ook een testvlucht maken. Hij ging vanaf de start bijna verticaal de lucht in. Door de druk brak de steun van de bovenste vleugel en kwam die vleugel los. Het vliegtuig stortte neer en Reinhard was op slag dood.
Jagdgeschwader 1, sinds het overlijden van Von Richthofen ook wel Jagdgeschwader Richthofen 1, had opnieuw zijn commandant verloren. Op 4 juli werd Ernst Udet tijdelijk aangesteld als commandant van de eenheid, maar een dag later werd dit herroepen. Op 7 juli werd de manschappen van de eenheid medegedeeld dat Hermann Göring de nieuwe commandant was.:pag. 19
De start van Göring bij zijn nieuwe eenheid was moeizaam, mede door het feit dat de mannen in eerste instantie ontzet reageerden op het feit dat ze een buitenstaander hadden gekozen. Göring beklaagde zich bij het hoofdkwartier over het feit dat ze vijfmaal per dag de lucht in moesten en dat noch de mannen, noch de machines dit vol konden houden. Ondertussen liet hij de commandanten van diverse eskaders wel weten dat de discipline aangescherpt moest worden.:pag. 41-42 De Duitse commandanten waren in Görings ogen te veel concurrenten van elkaar in plaats van collega's. Hij besliste dat de commandanten bij de volgende vlucht onder zijn leiding zouden vliegen, terwijl ze de leiding van hun eskaders overdroegen aan de tweede man. Na deze vlucht werd het Jagdgeschwader veel meer geleid door samenspel.:pag. 43
Begin augustus 1918 was Göring overtuigd dat hij tijdelijk met verlof kon gaan en droeg het commando over aan Lothar von Richthofen, de broer van Manfred von Richthofen. Göring keerde terug naar München en bracht enige tijd door met zijn peetoom. Na zijn terugkeer aan het front naderde de Eerste Wereldoorlog zijn laatste fase. Görings eenheid kwam weldra brandstof en piloten tekort. Op 7 oktober kregen de Duitsers een voorstel tot wapenstilstand. De Duitsers wilden niet direct van een wapenstilstand weten en hoopten dat de krijgskansen nog keerden. Aan het westfront werden de Duitsers echter overal in de verdediging gedrukt. Görings eenheid moest zich enkele dagen hierna terugtrekken, aangezien de geallieerden al de Maas waren gepasseerd. Göring richtte zijn hoofdkwartier in bij Tellancourt, hoewel het gebied ongeschikt was voor de strijd. Vliegen was vrijwel onmogelijk en er werden nog maar enkele vluchten uitgevoerd. Op 9 november kreeg Göring het bevel dat alle toestellen aan de grond moesten blijven.:pag. 46 Een dag later kreeg Göring het bevel zich met zijn eenheid over te geven aan de dichtstbijzijnde geallieerde eenheid. Göring trok, tegen alle bevelen in, zich met zijn eenheid terug naar Darmstadt. Vijf mannen moesten vrijwillig naar Straatsburg vliegen en aldaar de toestellen vernietigen en zich daarna overgeven aan de Fransen. Ondertussen vertrok de rest van de eenheid naar Duitsland. Aangekomen in Duitsland reden alle piloten hun toestellen opzettelijk stuk.:pag. 23 Kort hierna werd de eenheid officieel ontbonden. Göring bleef enige tijd met Udet in Berlijn rondhangen, alvorens hij vertrok naar München.:pag. 25

## Weimarrepubliek

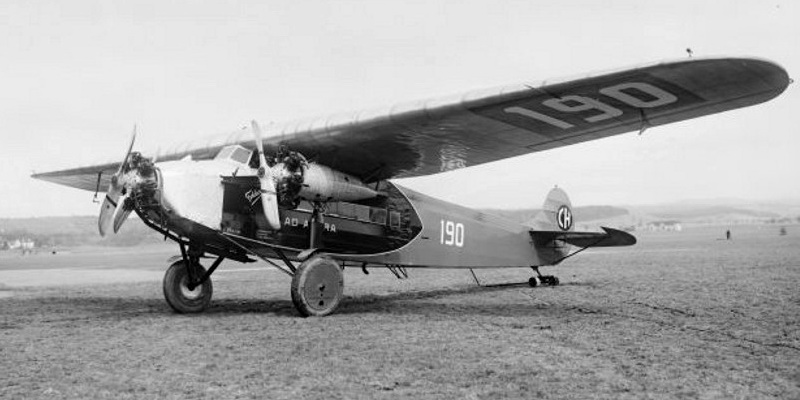
Een Fokker F.VII zoals waarmee Göring vloog

In december 1918, na aankomst in München, bleek dat er sinds zijn laatste bezoek aan de stad, in augustus 1918, veel was veranderd. Zo was koning Lodewijk III van Beieren tijdens de Beierse Revolutie van de troon gestoten en had Kurt Eisner de macht overgenomen. De regering van Eisner liep echter al snel op haar einde en in januari 1919 wonnen de socialisten de verkiezingen in de Beierse hoofdstad en bereidde zich voor om de macht over te nemen.
De socialistische partij beloofde de teruggekeerde soldaten werkplaatsen aan te bieden, maar voor Göring kwamen de denkbeelden van de partij niet met zijn eigen gedachtegoed overeen. Göring sloot zich begin 1919 aan bij een van de vrijkorpsen, die nu in heel Duitsland ontstonden. Deze vrijkorpsen bestonden uit vroegere officieren, onderofficieren en beroepssoldaten. Toen Eisner op 21 februari werd vermoord, sleepten de socialisten diverse leden van vrijkorpsen, studentengroepen en het Thule-Gesellschaft (met onder anderen Rudolf Hess en Alfred Rosenberg als leden), voor de rechter. Velen werden ter dood veroordeeld en ook Göring had het vermoeden dat hij zich op een dodenlijst bevond. Hij besloot daarom onder te duiken bij Frank Beaumont, een kapitein van de RAF. Beaumont maakte het Göring mogelijk om München te verlaten en zich aan te sluiten bij een uit Berlijn zuidwaarts gezonden vrijkorps. Dit vrijkorps had zich samengepakt in de voorstad Dachau en had als doel om de commune in München te vernietigen. Enkele dagen na Görings aankomst werd de aanval ingezet en binnen een paar dagen was alle tegenstand neergeslagen en waren de belangrijkste bolwerken van de “roden” vernietigd. Het vrijkorps marcheerde in paradepas via de Ludwigstrasse naar het stadscentrum. Daarna begonnen hun razzia’s tegen de socialisten.
Göring wachtte de strijd en zuiveringen echter niet af en was diep ontgoocheld door het Duitse volk.:pag. 57 Hij wilde weg van de broedermoord die gaande was. Hij had echter geen geld om naar een ander land te vertrekken. Hij hoopte in de Reichswehr te komen, maar ook dat gebeurde niet. Een luchtmacht was door de geallieerden verboden, dus een carrière als luchtmachtofficier zat er ook niet in.
De geallieerden hadden echter geen verbod uitgevaardigd op het bouwen van vliegtuigen en een aantal fabrikanten was nog aan de slag, van wie de meeste voor de buitenlandse markt werkten. Een van deze fabrikanten was Anthony Fokker, die ook een fabriek in Amsterdam had. Göring en Fokker hadden elkaar in de Eerste Wereldoorlog leren kennen en de Duitser was een van de beste demonstrateurs geweest van Fokkers nieuwe vliegtuigen. Fokker vroeg Göring daarom om een nieuw commercieel model, een Fokker F.VII, te demonstreren in Denemarken.:pag. 26 Görings optreden was dermate indrukwekkend, dat Fokker besloot Göring het vliegtuig permanent te lenen, in de hoop dat Görings kunsten potentiële kopers zou overtuigen.

### Zweden

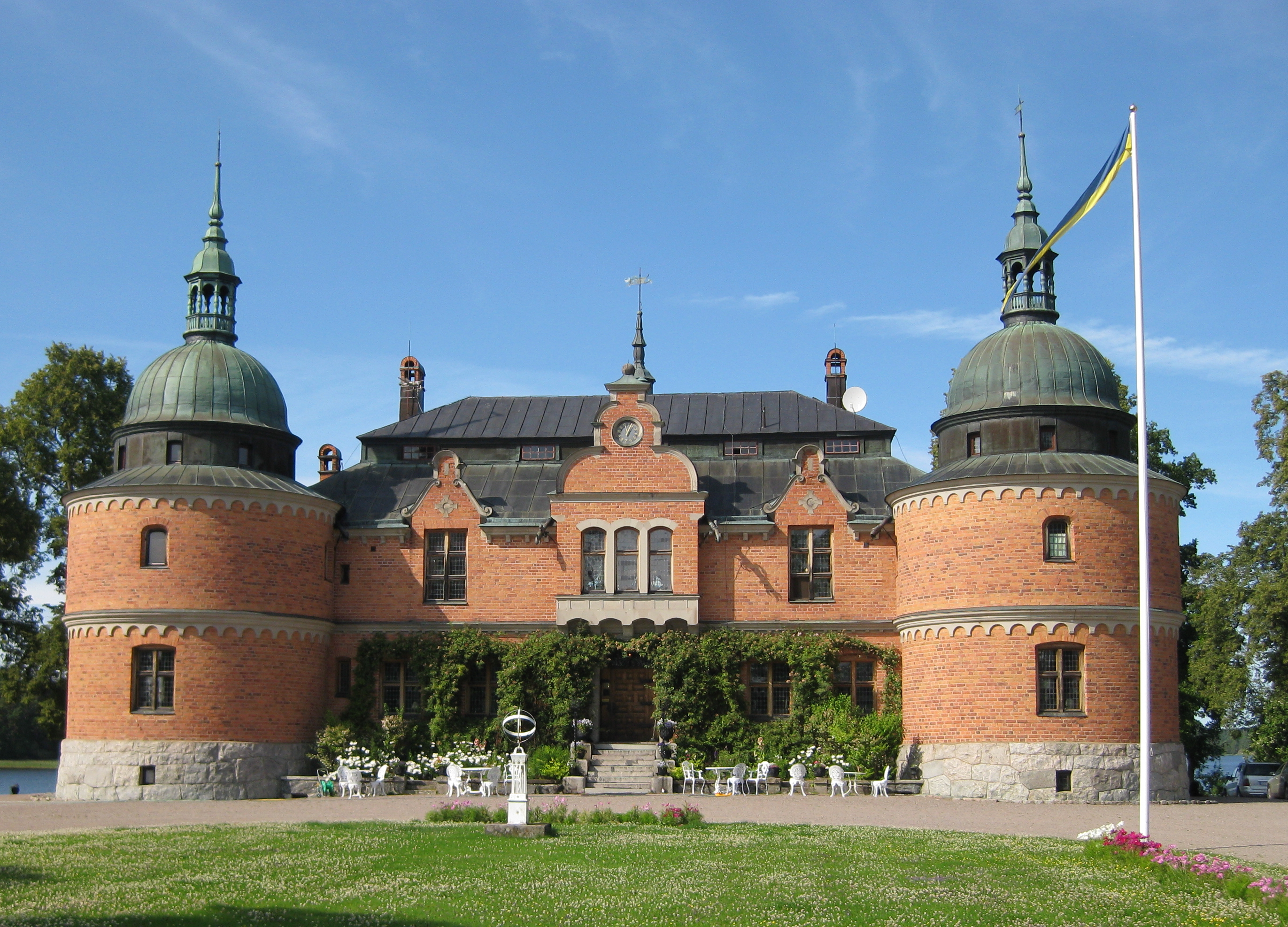
Het kasteel van Eric von Rosen te Rockelsta waar Göring zijn eerste echtgenote Carin Göring leerde kennen

Göring trok met zijn toestel rond in Denemarken en Zweden en kondigde zich bij zijn voorstellingen steevast aan als de commandant van het Jagdgeschwader Richthofen 1. Daarnaast deed hij voorkomen dat het toestel waarin hij vloog, hetzelfde was als dat waarmee hij in de oorlog had gevlogen. Göring was met name in Zweden erg populair en hij verscheen dan ook regelmatig in de media. De voormalig Luftwaffe-piloot besefte echter dat zijn huidige baan tijdelijk en gevaarlijk was. Hij moest steeds gevaarlijkere stunts uithalen om de menigte te blijven boeien. Dit had hem al een keer het onderstel gekost. Hij besloot daarom een baan te gaan zoeken bij de burgerluchtvaart in Zweden. Hij was immers nog altijd teleurgesteld in de situatie in Duitsland en was niet voornemens om terug te keren. Hij kreeg van het bedrijf Svensk-Lufttrafik te horen dat hij was goedgekeurd en werd op de wachtlijst geplaatst, in afwachting van een vacature.:pag. 59
In die periode dat hij wachtte op een vacature gebeurde er iets dat zijn hele leven veranderde. Het seizoen om te stuntvliegen was voorbij en daarom gebruikte Göring zijn vliegtuig vaak als luchttaxi. Hij verdiende op deze manier nog wat bij. In de winter van 1920 was het weer zeer slecht en de meeste mensen besloten om de ouderwetse reismethoden te gebruiken. Graaf Eric von Rosen, die de trein had gemist en uitkeek naar een snelle manier om van Stockholm thuis in Rockelsta te komen, durfde het echter aan om in het barre winterweer per vliegtuig te reizen. Von Rosen besloot om zich met Görings vliegtuig naar huis te laten vliegen. Na een lange tocht, waar ze meerdere malen de weg waren kwijt geraakt, kwamen ze laat op de dag aan bij het middeleeuws kasteel van Von Rosen. Göring mocht blijven slapen en ontmoette tijdens zijn verblijf aldaar Carin von Kantzow, zuster van de kasteelvrouw.
Von Kantzow was tien jaar eerder met kapitein Nils von Kantzow getrouwd. Samen hadden ze één kind gekregen, Thomas. Tijdens Görings verblijf in het kasteel begonnen Göring en Carin von Kantzow een relatie. De moeder van Hermann Göring was tegen hun relatie gekant, hoewel ze zelf een buitenechtelijke relatie had gehad met Hermann Epenstein. Niet lang hierna vroeg Göring haar ten huwelijk, maar ze weigerde omdat ze wist dat haar man de scheiding niet zou accepteren. Bovendien had Nils von Kantzow zijn vrouw erop gewezen dat Göring geen vaste baan had en slechts een klein inkomen. Hij zou wachten totdat de affaire afliep. Carin von Kantzow en Hermann Göring bleven elkaar echter vaak zien en woonden enige tijd samen in een flat. Nils von Kantzow bleef Carin geld sturen om haar welzijn te garanderen.
In 1921 besloot Göring Zweden te verlaten omdat hij geen baan meer kon krijgen.:pag. 65 Tegelijkertijd stelde hij daarmee de liefde van Carin op de proef. Göring was zich bewust dat hij in het buitenland niet veel makkelijker aan een baan zou komen, doordat hij geen opleiding had gevolgd. Carin besloot daarom om Göring mee te nemen naar kunsthandels en musea. Dit wekte in hem de geestdrift voor kunst, dat eens de verterende passie van zijn leven zou worden. Tegelijkertijd was Göring weer geïnteresseerd geraakt in Duitsland en hij las de kranten uit Berlijn en München om op de hoogte van de situatie te blijven. Hij vernam tevens dat hij een beurs had gekregen om geschiedenis en politieke wetenschappen te gaan studeren aan de universiteit van München. Göring vertrok daarna zo spoedig mogelijk naar Duitsland, maar Carin bleef in Zweden achter en zou hem volgen nadat hij een huis had gekocht. Binnen een maand kreeg Göring echter al een telegram dat ze onderweg naar München was.
Al snel keerde Carin weer terug naar Zweden om de echtscheiding te regelen. Nils von Kantzow was zelfs bereid haar alimentatie te geven en stond haar toe om haar zoon vrij te bezoeken. Na een emotioneel afscheid keerde ze terug naar Duitsland. Carin von Kantzow trouwde op 3 februari 1923 met Hermann Wilhelm Göring in het stadhuis van München.

### Sturmabteilung en Bierkellerputsch
Toen Göring vanuit Zweden terugkeerde naar München, was de rust enigszins teruggekeerd in Beieren en de hoofdstad hiervan. De communistische opstand was neergeslagen en de rechtse repressie die daarop volgde was voorbij. Het merendeel van de oorlogsveteranen, waaronder Göring, en studenten meenden dat Duitsland niet was verslagen, maar in de rug was aangevallen, de zogenaamde dolkstootlegende.:pag. 68 Er werden diverse nationalistische partijen opgericht, waarvan er vele na een kort bestaan weer verdwenen.
Drie goed georganiseerde vaderlandse groepen waren inmiddels bezig een privéleger op te bouwen: de nationalisten, die anti-links waren, maar een geleidelijke toenadering voorstonden. Het centrum werkte ogenschijnlijk samen met de huidige regering, maar was al enige tijd bezig aan haar val. Als derde groep van deze vaderlandse partijen waren er de nationaalsocialisten; een strijdlustige groep met extreemrechtse en racistische denkbeelden bestaande uit de Nationaalsocialistische Duitse Arbeiderspartij (NSDAP) en haar aanhangers.
De laatste groep, de nationaalsocialisten, was in deze tijd een van de weinige groeperingen die van een onsamenhangende verzameling gelijkgezinden, een straf geleide politieke organisatie maakte.:pag. 70 De belangrijkste speerpunten van de nazi's waren het verdrijven van de "novembermisdadigers", het volk achter de partij krijgen om een trots en nationaal Duitsland op te bouwen en het verscheuren van het Verdrag van Versailles, al dan niet met geweld. In de winter van 1922, tijdens een betoging tegen het Verdrag van Versailles, ontmoette Hermann Göring de leider van de NSDAP, Adolf Hitler. Göring was onder de indruk van de ontmoeting met Hitler en voor Hitler was Göring de held uit de Eerste Wereldoorlog die hij nodig had. De oud-commandant van het Jagdgeschwader Richthofen 1 was een uitstekend propagandamiddel voor de nazipartij. Daarnaast meende Hitler dat Göring met zijn ervaring en intelligentie veel kon betekenen voor de NSDAP. Het was dan ook niet verwonderlijk dat Göring zich aansloot bij die organisatie. Al snel benoemde Hitler hem tot commandant van de Sturmabteilung (SA), waarvan hij binnen korte tijd een sterk privéleger moest maken. Bij Görings aanstelling ontbrak het de SA aan discipline, samenhang en stuwkracht. Görings militaire verleden zou de SA de korpsgeest geven die zij nodig had.
Göring vroeg na het verzoek van Hitler om SA-commandant te worden een uitstel van twee maanden. Hij wilde namelijk eerst wat privézaken, waaronder het huwelijk met Carin op 3 februari 1923, regelen. Na twee maanden ging hij aan de slag als leider van de paramilitaire organisatie. Göring werkte in het begin hard om de verzameling mannen de juiste korpsgeest en training te geven. Al snel waren de ongeregelde benden, die voorheen optraden als bewakers bij partijbijeenkomsten, veranderd in vlotte, efficiënte groepen. Daarnaast stelde Göring groepen samen die Hitler en zijn aanhangers continu moesten beschermen tegen aanvallen van de "roden"; tegelijkertijd leek het Göring een goed plan om de vergaderingen van de communisten en socialisten te verstoren.:pag. 76 Wekelijks werd er een mars georganiseerd en alle leden kregen een uniform van Hugo Boss dat er als volgt uitzag: een pet met klep, bruin hemd, rijbroek en laarzen. Om de arm droeg men een band met het nazilogo, het hakenkruis. Ondanks deze professionalisering die Göring had doorgevoerd, was de SA nog lang niet sterk genoeg om een staatsgreep te plegen. De grootte bedroeg ongeveer 11.000 man en er was slechts een beperkt aantal geweren beschikbaar.
Op 1 mei 1923 voerde de SA haar eerste grote actie uit. Dat was de dag waarop de Münchense socialisten hun traditionele reünie hielden. Göring verzamelde de leden van de Sturmabteilung en samen met Hitler werd er een grote tegendemonstratie op touw gezet. Getooid in zijn militair uniform, zou Göring de demonstratie tegen de socialisten, maar ook tegen de vernederingen van de afgelopen tijd, waaronder de Franse bezetting van het Ruhrgebied, leiden. De tegendemonstratie liep uit op een pijnlijke, maar leerzame confrontatie met de autoriteiten. Otto von Lossow, commandant van de Reichswehr in Beieren, dreigde met hard ingrijpen als de demonstratie doorging.
Hitler besloot de demonstratie af te gelasten, hoewel dit tegen de zin van Göring was. Hitler ging er daarna enige tijd tussenuit; hij vertrok naar de bergen om zich daar weer op te laden. Al snel keerde Hitler terug en er werden diverse partijconferenties gehouden die zomer. Tijdens deze conferenties, die veelvuldig plaatsvonden in Görings villa in München, kwamen de nazileiders tot de conclusie dat de tijd was aangebroken om een greep naar de macht te doen. Tevens kwamen ze overeen dat ze dit alleen konden bewerkstelligen als ze de steun van de politie en het leger hadden. Om die steun te krijgen, moesten ze Von Lossow zien over te halen. Hoewel hij op 1 mei de nazi's in de 'steek' had gelaten, benaderden de nazi's hem nog een keer, daar ze ervan overtuigd waren dat hij zou meewerken. Von Lossow legde het aanbod, de toekomstige positie van Rijksminister van Bewapening, naast zich neer. Hij ging niet mee in het complot.
Göring en Hitler waren desondanks de mening toegedaan, dat Von Lossow en de Reichswehr wel de andere kant op zouden kijken bij een gewapende opstand. Met die gedachte gingen de nazileiders over tot de daadwerkelijke voorbereidingen. Göring was voornamelijk belast met de voorbereiding van de SA. Hij moest zorgen voor voldoende wapens en de korpsgeest moest goed zijn. Privé ging het in deze periode minder voor Göring. Carins gezondheid was achteruit gegaan. Toch was dit voor Göring geen rem op zijn activiteiten voor de partij.
Ondertussen kondigde de nieuwe regering in Berlijn aan, dat er een einde moest komen aan het verzet in het Ruhrgebied, daar de Fransen dreigden met represailles. Zowel bij de nazi's, als bij de anti-Berlijnse regering in Beieren werd hevig geprotesteerd. Daar de Beierse regering nu een opstand van de nationalisten verwachtte, benoemde zij Gustav von Kahr tot algemeen staatscommissaris met alle bevoegdheden om de orde te handhaven. Von Kahrs afscheidingsbeweging had de zegen gekregen van Von Lossow en er was een belangrijke bijeenkomst op 8 november tussen Von Kahr, Von Lossow en Hans von Seißer, commandant van de Beierse politie. Tijdens deze vergadering zou worden besproken op welke manier de regering in Berlijn kon worden afgezet.

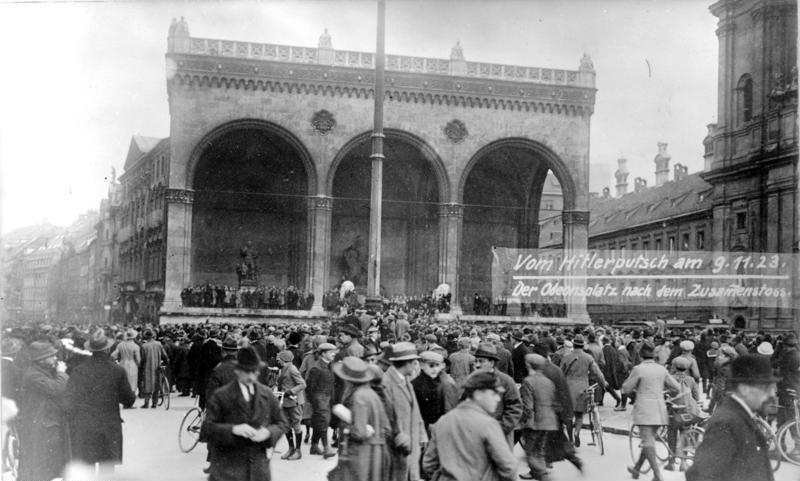
De Odeonsplatz na de Bierkellerputsch; hier kreeg Göring een kogel in zijn lies.

De nazi's besloten deze gelegenheid aan te grijpen voor de staatsgreep. Hermann Göring ging op de avond van 8 november eerst nog even een laatste bezoek brengen aan de zieke Carin, alvorens hij zich ging voorbereiden op de staatsgreep. Hitler praatte een officier van de politie om, waarna die de drukbevolkte straat ontruimde. Hitler ging samen met andere nazileiders, waaronder Rudolf Hess, de Bürgerbräukeller binnen. Op datzelfde moment kwamen er vrachtwagens SA'ers, inclusief Göring, aanrijden op de plaats voor de bierkelder. De politie reageerde niet op de verschijning, waardoor de stormtroepen vrij spel hadden. Naderhand meldden de aanwezige politieagenten dat ze vanwege de Stahlhelmen dachten dat het reguliere Reichswehr-soldaten waren.:pag. 88
Al snel namen de nazi's de bierkelder in en werden de leiders van de bijeenkomst, Von Kahr, Von Lossow en Von Seisser, gevangengenomen en gedwongen mee te werken met de coup. Hierbij had Hitler wel de steun van Erich Ludendorff, generaal uit de Eerste Wereldoorlog, nodig. Göring was belast met het kalmeren en rustig houden van de aanwezigen in de bierkelder. Von Kahr, Von Lossow en Von Seisser besloten mee te werken en lieten dit alle aanwezigen weten. Al snel werden Von Kahr, Von Lossow en Von Seisser op verzoek van Ludendorff vrijgelaten, daar ze als militair hun woord hadden gegeven. Al snel na hun vrijlating trokken ze hun toezegging in en werden er orders uitgezonden om de nazi's tegen te houden.
Toen verlieten de nazi's de bierkelder en formeerden op het plein een colonne. Nadat het teken was gegeven werd de colonne in gang gezet en voorop liepen de leiders: Ludendorff in het midden, Hitler aan zijn rechter- en Göring aan zijn linkerkant, daarna Ulrich Graf, Max von Scheubner-Richter en Ludendorffs aide-de-camp, Hans Streck.:pag. 94
Al gauw deed zich een eerste probleem voor met de Landespolizei, die opdracht had gekregen de doorgang op de Ludwigsbrücke te belemmeren. Waar Hitler en Ludendorff het volste vertrouwen hadden dat de colonne zonder al te grote problemen op de plaats van bestemming kon komen, was Hermann Göring bevreesd voor de houding van de Reichwehr.:pag. 94 Met de Beierse Landespolizei wist hij eenvoudig af te rekenen. Terwijl de colonne halt hield, ging Göring naar voren en praatte met de commandant van de eenheid op de brug, Georg Köfler. Hij wees naar de groep ministers en politiecommandanten, die ze de avond ervoor gevangen hadden genomen, en dreigde de gijzelaars dood te schieten indien de politie het vuur zou openen.:pag. 88 De politie trok zich terug en de nazi's konden over de brug de stad binnentrekken. De nazi's werden door de inwoners van München positief onthaald en ze trokken snel op naar de Residenzstrasse. De smalle straat eindigde in de Odeonsplatz, een open plein. Aldaar versperde een tweede politie-eenheid de weg. Ulrich Graf kreeg bevel naar voren te rennen om aan de commandant te laten weten dat Ludendorff en Hitler eraan kwamen. De commandant, Michael Freiherr von Godin, had echter het bevel gekregen ten koste van alles de nazi's de doortocht te belemmeren. Toen de colonne dichtbij kwam, werd het vuur geopend. Onduidelijk is wie het eerste schot loste, vermoedelijk was het een SA-man. Scheubner-Richter werd getroffen door een kogel en viel dood voor Hitler neer, die op zijn beurt over het lichaam struikelde. Göring dook direct ineen, maar voelde plotseling een brandende pijn in zijn dij en viel neer op de straat. De nazi's schoten even terug, maar al gauw trokken de nationaalsocialisten zich terug naar veilig gebied. Alleen Ludendorff en diens adjudant Streck zetten hun mars voort. Hij geloofde dat niemand hem zou neerschieten en liep recht op de politie af, die hem in hechtenis nam.
Göring, die zwaar bloedde vanwege de kogel die zijn lies en heup was binnengedrongen, werd door enkele SA'ers het huis van een meubelhandelaar binnengedragen. De vrouw des huizes, Ilse Ballin, en haar zuster hadden tijdens de Eerste Wereldoorlog enige ervaring opgedaan in de verpleging. Zij trokken direct Görings rijbroek uit, maakten de wond voor zover mogelijk schoon en stelpten het bloed. Ironisch is dat de Ballins Joden waren en wisten wie Göring was en hoe zijn partij over hen dacht. Tevens wisten ze dat Göring werd gezocht, maar desondanks trachtten zij hem zo goed mogelijk te verzorgen.:pag. 96 Op Görings verzoek namen ze contact op met Alwin Ritter, een nazi-aanhanger, die in een kliniek in het centrum van de stad werkte. Later op de avond werd Göring naar de kliniek gebracht, waar zijn wonden werden schoongemaakt. Tijdens de Kristallnacht werd de familie Ballin opgepakt en in een concentratiekamp gevangengezet. Göring zorgde er destijds voor dat ze weer op vrije voeten kwamen.

### Vluchteling

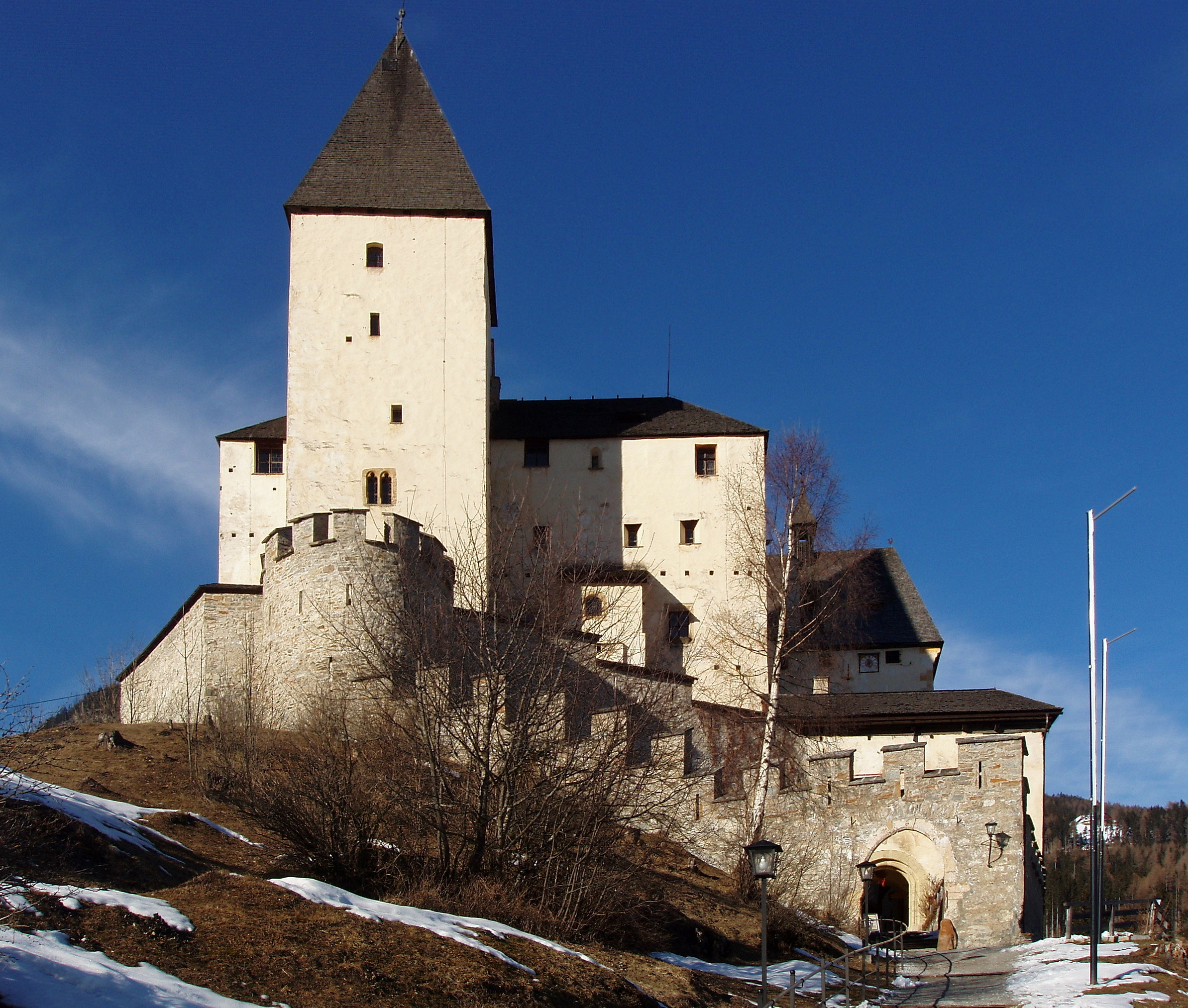
Burg Mauterndorf in Oostenrijk, waar Göring bij zijn peetoom Hermann Epenstein verbleef in zijn jeugd en waar hij na de Bierkellerputsch en op het einde van de Tweede Wereldoorlog naartoe vluchtte

De regering was een razzia begonnen op de deelnemers aan de putsch en Göring moest zo snel mogelijk het land uit worden geholpen. Enkele SA'ers wisten hem al de dag na de putsch München uit te smokkelen. Hij werd tijdelijk ondergebracht bij vrienden van Carin in Garmisch-Partenkirchen. Hij bleef daar twee dagen, maar moest toen weg doordat in de stad bekend was geworden dat Hermann Göring zich er verborg. Op 13 november 1923 probeerde Carin samen met Göring de grens met Oostenrijk over te steken. Echter, bij de grens werden ze gearresteerd door de politie en teruggebracht naar Garmisch-Partenkirchen. Göring werd teruggebracht naar een door de politie bewaakt ziekenhuis en zijn paspoort werd afgenomen. In het ziekenhuis werd echter door enkele nazigezinde politieagenten en vermomde SA'ers een vals paspoort voor hem verzorgd en een ontsnappingsplan uitgewerkt. Enkele uren later was Göring alsnog de grens met Oostenrijk gepasseerd, waar hij werd opgenomen in het ziekenhuis van Innsbruck.:pag. 98 De wond herstelde langzaam, hij leed ondraaglijke pijnen en kreeg dagelijks injecties met morfine toegediend. Met kerst 1923 mocht Göring eindelijk het ziekenhuis verlaten, maar hij moest nog wel een tijdje op krukken lopen. Ondertussen bereidde de regering von Kahr zich voor op het proces tegen Hitler en Ludendorff. Hitlers advocaat was al meermalen bij Göring geweest om met hem te spreken en hulp te ontvangen voor de verdediging. Nadat Rudolf Hess, die ook gevlucht was naar Oostenrijk, zich aan de Duitse autoriteiten had overgegeven, voelde Göring grote drang om hetzelfde te doen. Echter, op verzoek van Hitler, die in de gevangenis via smokkelaars contact hield met Göring, bleef hij in Oostenrijk ondergedoken.:pag. 102 Hij verbleef op het kasteel Burg Mauterndorf van zijn peetoom Hermann Epenstein te Mauterndorf.
Ondanks de mislukte pogingen van de nazi's om de macht te grijpen, bleven de nazi's aan populariteit winnen in Duitsland. Op enkele plaatsen waren ze na de sociaaldemocraten de grootste partij en ze wisten enkele zetels in de Reichstag te bemachtigen. Ondanks de teleurstelling dat Göring hier niet bij kon zijn, deden deze berichten hem goed. Hij kreeg nog altijd morfine tegen de pijn, maar hij verplaatste zich vaak tussen Innsbruck, Wenen en Salzburg, om daar met verschillende nazi's te overleggen die uit Duitsland op bezoek waren. Na de verkiezingen was de partijkas leeg, maar er was behoefte aan geld voor het proces tegen Hitler en Ludendorff. Veel advocaten boden hun diensten gratis aan, maar de nazi's wilden propaganda maken en het volk achter zich krijgen tijdens het proces. Göring werd gevraagd om rijke Oostenrijkers te benaderen, vooral hen die belangen hadden in het Duitse bedrijfsleven.:pag. 104 De Oostenrijkse regering voelde echter niets voor het feit dat er Oostenrijks geld ten goede kwam aan een buitenlandse partij. Al gauw kreeg Göring bezoek van rechercheurs en werd hem dringend verzocht zo gauw hij was hersteld het land te verlaten en terug te keren naar Duitsland. Göring wachtte allereerst het proces af tegen Hitler, dat op 23 februari 1924 begon en ruim een maand duurde, en wilde daarna besluiten of hij terugkeerde naar Duitsland of dat hij via Italië naar Zweden vertrok. Aangezien al snel duidelijk werd dat Göring geen politieke amnestie verkreeg, besloten de Görings niet terug te keren naar Duitsland. Na het vonnis tegen de nazileiders, Hitler en Hess werden tot vijf jaar celstraf veroordeeld, kreeg Göring een terugslag in zijn gezondheid.:pag. 47 Zijn been deed opeens weer pijn en hij had last van depressies. De Görings hadden geld nodig om via Italië naar Zweden te kunnen reizen. Carin besloot dat Göring in het ziekenhuis moest blijven en dat aldaar zijn wond opnieuw moest worden onderzocht. Zelf ging ze, hoewel ze ook gezocht werd, midden april terug naar München om daar geld te verzamelen voor hun reis. Dit lukte onder meer door de verkoop van de auto van de Görings, waarop het beslag inmiddels was opgeheven.
Na terugkomst van Carin was Göring al beter ter been en ze vertrokken snel naar Italië. Op 4 mei 1924 kwamen ze aan in Venetië, van waaruit ze naar Rome vertrokken. Aldaar had Göring een ontmoeting met de nieuwe Italiaanse dictator, Benito Mussolini, maar het gesprek hielp de gevluchte nazi niet.:pag. 47 Ondertussen werd Göring steeds dikker en raakte hij verslaafd aan morfine. Ook Carin kwakkelde met haar gezondheid en moest vaak dagen achter elkaar in bed blijven. Wilden ze nog naar Zweden vertrekken, dan moest dat snel gebeuren. Het spaargeld raakte op en ze konden niet eeuwig op het geld van Carins ouders leven. Göring besloot dat de partij hem een gift moest doen, maar juist op dat moment bleek ineens dat de verbinding tussen Göring en de partij was verbroken. Terwijl Hitler in gevangenschap zat, had de filosoof Alfred Rosenberg de leiding overgenomen. Göring had in het verleden regelmatig kritiek op Rosenberg geuit, waarop deze vrijwel direct na zijn aanstelling als interim-leider besloot dat Göring op de lijst van inactieven kwam te staan en later al deze "inactieven" van de ledenlijst schrapte.
Zelf was het voor Göring onmogelijk om terug te keren naar Duitsland en op de brieven die hij naar de partij schreef kreeg hij geen antwoord. Carin moest, hoewel ze ziek was, terug naar München om de situatie te overzien en geld los te krijgen voor hun reis naar Zweden. Inmiddels was ook Adolf Hitler weer uit de gevangenis gekomen en na wat omwegen ontmoette Carin hem. Hitler was stomverbaasd dat Göring niet meer op de ledenlijst stond en plaatste hem direct terug. Tevens gaf hij Carin een stapel geld mee voor hun reis naar Zweden. Binnen een maand waren de Görings via Oostenrijk, Tsjecho-Slowakije en Polen, aangekomen in Zweden.:pag. 109

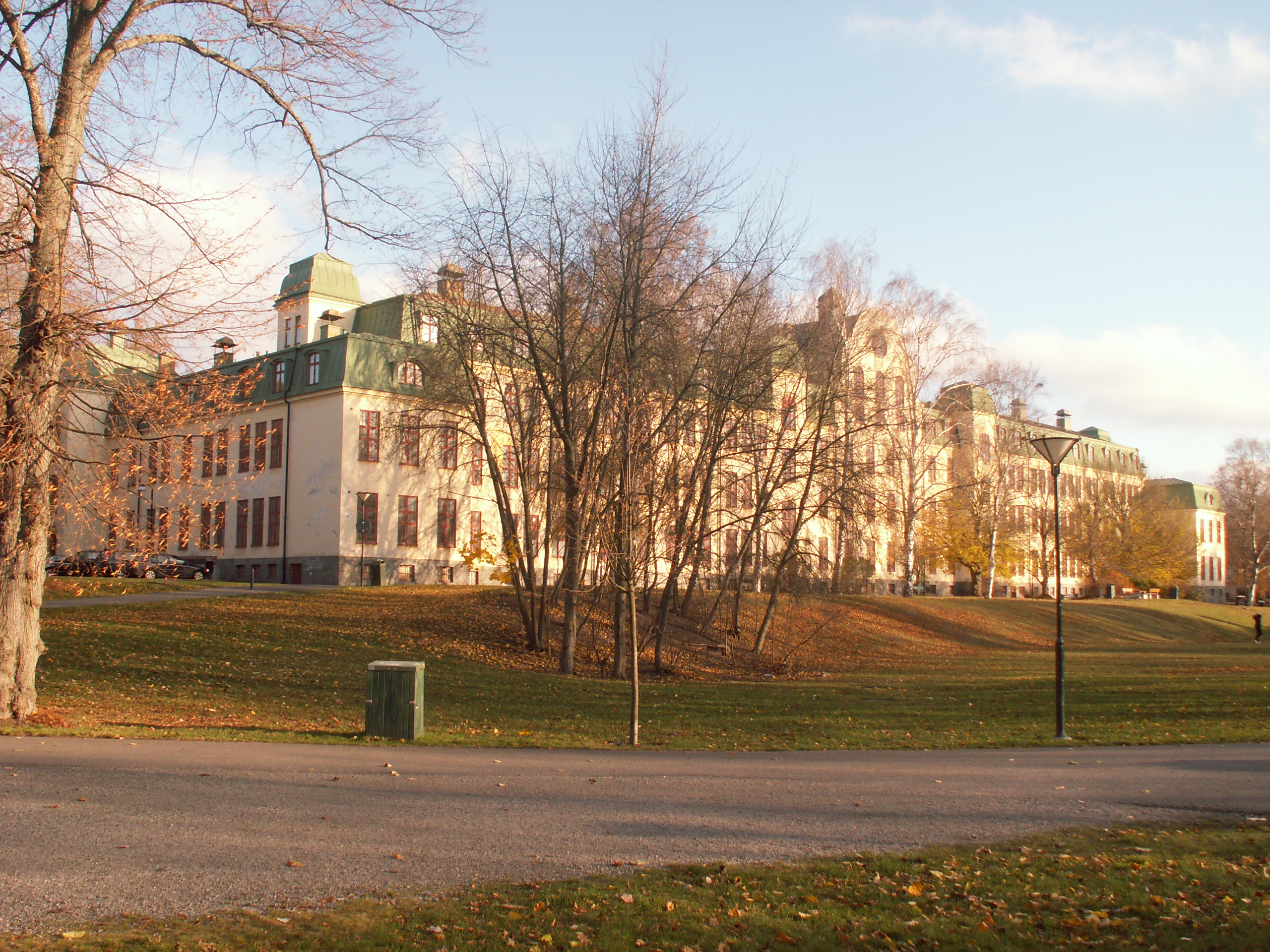
De Zweedse psychiatrische kliniek waar Göring voor morfineverslaving opgenomen werd

Al snel na aankomst ging de gezondheid van Carin verder achteruit. Göring daarentegen probeerde in Zweden af te kicken van zijn morfineverslaving. Hij beperkte het aantal injecties tot twee per dag. Hij kon echter geen baan vinden in het land en verlangde al snel terug naar Duitsland. Echter, zijn connecties met de partij waren totaal verbroken en alles wat hij over de nazi's te weten kwam, was afkomstig uit de antinazistische Zweedse kranten. Al snel nam het aantal morfine-injecties weer toe tot zes per dag.:pag. 112 De familie van Carin liet Göring opnemen in een afkickkliniek, waar hij maar al te graag naartoe ging. Hij was zich namelijk ook bewust van het feit dat zijn verslaving hem uiteindelijk de dood in zou jagen. De hoeveelheid morfine nam in die kliniek vanaf het begin drastisch af, waarna Göring een verpleegster aanviel. Hij werd daarop in een dwangbuis gestopt, onderzocht door artsen die hem krankzinnig verklaarden en naar de psychiatrische inrichting Långbro sjukhus gebracht. Na drie maanden volkomen te zijn onthouden van morfine, was Göring afgekickt. Hij keerde naar huis, maar toen hij merkte dat Carin nog zieker was geworden en er opnieuw geen baan voor hem klaar lag, raakte hij weer verslaafd. Hij ging terug naar het gesticht en twee maanden later was hij opnieuw afgekickt. Göring zou nooit meer morfine gebruiken. Toen hij weer huiswaarts keerde en zich in de zomer van 1926 bij zijn zieke vrouw voegde, verlangde hij steeds meer naar een terugkeer naar Duitsland. Echter, hij had nog geen amnestie en moest dus nog altijd wachten in Zweden, alvorens hij kon terugkeren naar Duitsland.
In de herfst van 1927 vond er een grootschalige demonstratie plaats in Tannenberg, Oost-Pruisen. Na de demonstratie hield president Paul von Hindenburg een toespraak die de eerste stap naar amnestie voor politieke personen in ballingschap betekenden. Kort na de demonstratie werd er een verzoekschrift ingediend door de rechtse partijen om amnestie te verlenen en politieke gevangenen vrij te laten. Het verzoek werd door de vijand van de rechtse partijen, de communisten, gesteund, aangezien ook die partij een boel gevangenen had. Kort hierna keerde Göring terug naar Duitsland, in eerste instantie zonder Carin, die te ziek was om te reizen.

### Opkomst nazi's

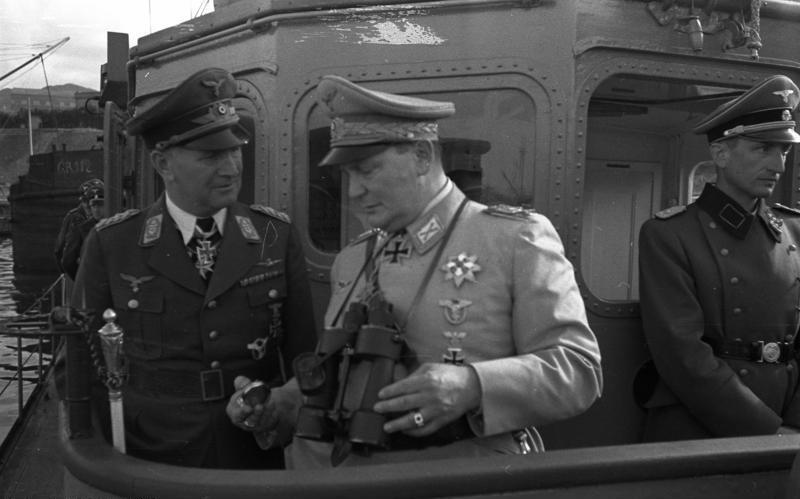
Göring met Bruno Loerzer

Bij terugkomst werd hij niet als een voormalig held ontvangen. De partij en haar leiders waren flink veranderd en Hitler had besloten dat de NSDAP via een politieke weg aan de macht moest komen. Na gesprekken met Hitler kreeg Göring te horen dat hij eerst maar eens een baan in de zakenwereld moest zien te vinden en de voeling met de partij moest terugkrijgen.:pag. 119 Zodoende ging Göring op zoek naar een baan. Hij werkte onder meer als vertegenwoordiger voor de Bayerische Motoren Werke (BMW). Toen Carin was opgeknapt en teruggekeerd in het voorjaar van 1928 toonde ook Hitler weer interesse in Göring om hem terug te krijgen in de partijleiding.:pag. 120
De interesse van Hitler streelde het ego van Göring. Hij ging alle invloedrijke relaties die hij tijdens en na de oorlog had gekend af en gebruikte deze voor zijn eigen doel. Zo gebruikte hij Paul Körners auto en diende Körner zelf als chauffeur. Bruno Loerzer was getrouwd met een rijke vrouw en zij betaalde lunches voor mogelijke kopers van de BMW-motoren. Ook gebruikte hij prins Filips van Hessen-Kassel als lokaas voor klanten. Göring spekte daarnaast ook de partijkas door zakenmannen van Krupp, BMW en Heinkel voor de NSDAP warm te maken. Hij was vrijwel helemaal hersteld en in de roes waarin hij zat, bloeide ook Carin op. Door zijn goede werk in en met de zakenwereld en het herwonnen vertrouwen van Hitler, besloot deze hem op de lijst voor de aanstaande verkiezingen te zetten.:pag. 50 Een plaats in de Rijksdag zou Göring een goed, vast salaris opleveren en hij zou daarmee in een klap terug zijn in de hoogste kringen van de partij.
De campagne die Göring in Berlijn voerde was kort, maar rumoerig. Waar hij vroeger rustig de menigte toesprak en deze goed kon overtuigen, was deze verkiezingscampagne geheel anders. Door de ontstane crisis in Duitsland werd de bevolking onrustig en de nazi's speelden daarop in. Göring wist uitstekend hoe de menigte op te zwepen en beledigde zijn tegenstanders. Het waren onrustige verkiezingen waarbij veel doden en gewonden vielen. De verkiezingen waren voor de nazi's uitgelopen op een nederlaag. De sociaaldemocraten en communisten behaalden samen maar liefst 207 van de 608 zetels in de Rijksdag. De nazi's behaalden slechts 810.000 stemmen, oftewel twaalf zetels. Göring was echter een van de twaalf nazi's die plaatsnamen in de Rijksdag. Voor Göring was de uitslag vrij gunstig. Samen met de andere elf, waaronder Joseph Goebbels en Gregor Strasser, behoorde hij nu tot de top van de partij.
Hierna brak voor Göring een drukke periode aan. Hij verhuisde naar Berlijn en had een vaste baan. Daarnaast waren er nog vele partijbijeenkomsten en fungeerde Göring na Hitler als belangrijkste spreker van de partij. Zijn salaris van achthonderd mark per maand plus onkostenvergoeding was ruim voldoende om van te leven. Göring moest daarvoor wel naar alle streken van het land afreizen om de mensen toe te spreken en zo aanhangers voor de NSDAP te winnen. Daarnaast kwam er uit diverse andere bronnen geld binnen. Fritz Thyssen, de industrieel, gaf de familie Göring eveneens geld en gaf hem door Görings positie in de Rijksdag meer invloed op handelszaken. Daarnaast had Göring een lucratieve deal gesloten met Erhard Milch van Lufthansa; hij ging er duizend mark per maand verdienen.:pag. 127-128
Nu Göring in de Rijksdag zat, was het zijn plicht om zich zo veel mogelijk aan te sluiten bij Goebbels en andere partijvertegenwoordigers, om zaken die bijdroegen tot de ontwrichting van het staatsbestel te organiseren. Göring concentreerde zich in eerste instantie voornamelijk op het feit dat er meer gelden naar de burgerluchtvaart moesten gaan. Op termijn zou Duitsland volgens Göring dan ook weer een luchtmacht kunnen opbouwen. Hij liet het naziradicalisme over aan personen als Goebbels en zelf concentreerde hij zich op de maatschappelijke klasse, waartoe hij zichzelf rekende. Dit was precies de reden waarom Hitler hem in de Rijksdag wilde hebben: Görings handelwijze gaf aan dat de NSDAP een politiek correcte partij was.:pag. 53
In de verkiezingsperiode van 1930 dienden de nazi's af te rekenen met de eerste echte interne machtsstrijd. Otto Strasser had tegen de bevelen van Hitler in, een staking gesteund en had zich meermaals negatief uitgelaten over de partij en Hitler. Hij werd, na meermaals aandringen van Göring en Goebbels, door Hitler uit de partij gezet en richtte een splinterpartij, genaamd het Die Schwarze Front, op. Göring had zich niet zozeer aan Strasser gestoord, maar meer aan de uit Bolivia teruggekeerde Ernst Röhm. Röhm nam het bevel van de Sturmabteilung op zich, die op dat moment honderdduizend man telde. Göring vreesde dat de SA zich op termijn ook zou afsplitsen of door Röhm zou worden gebruikt om de macht in de partij over te nemen.:pag. 54 Hitler had de SA echter nodig om de kracht van de partij in de staat goed zichtbaar te maken. Göring wilde dat hij de leiding over de SA terug kreeg om zo de door Hitler gewenste discipline door te voeren. Hitler weigerde, waarschijnlijk omdat Göring anders te veel macht kreeg. Er waren nog meer spanningen rondom de verkiezingen binnen de partij. Er was onvrede bij de SA. In de aanloop naar de verkiezingen hadden de SA'ers hard gewerkt voor de partij en de SA-leider in Pruisen en Oost-Pruisen, Walther Stennes, eiste dat de SA'ers meer geld van de partij kregen.:pag. 133-134 Bovendien was hij het met Otto Strasser eens dat een gewelddadige opstand de nazi's aan de macht kon krijgen. Stennes bleef de partij echter trouw, maar bij de gemiddelde SA'er bestond wel het beeld dat enkele hoge nazi's, waaronder Rosenberg en Goebbels, een lui leventje leidden. Göring bleef, mede dankzij zijn verleden, buiten schot en was nog altijd immens populair bij de SA'ers.

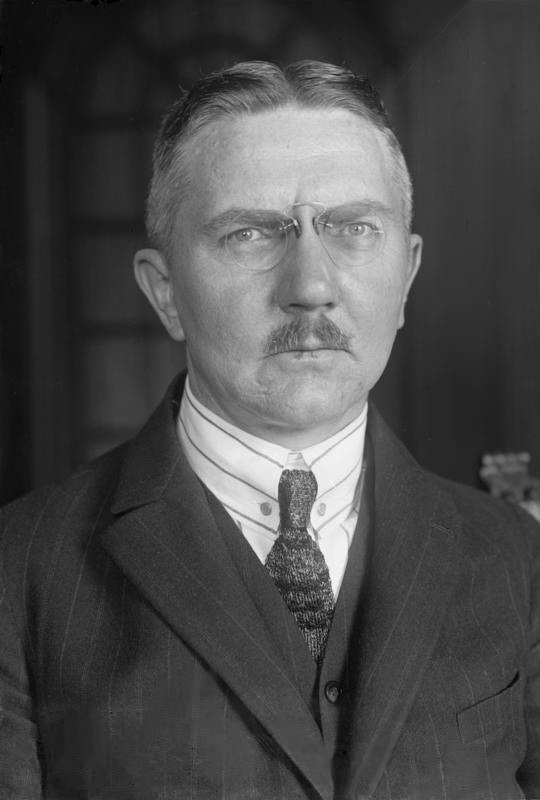
Bankier Hjalmar Schacht in 1931: Göring bracht Hitler met hem in contact om de NSDAP te financieren.

Ondertussen was Göring druk bezig met het organiseren van de verkiezingscampagne. Hij struinde het hele land af om groepen mensen toe te spreken. De verkiezingscampagne van de nazi's was, mede door de situatie naar de wereldwijde crisis, dit keer wél een succes. Op 14 september werden de Rijksdagverkiezingen gehouden en nadat de stemmen waren geteld, bleek dat er 6.409.600 mensen op de nazi's hadden gestemd. Dit leverde honderdzeven zetels op en daarmee was het in één klap de tweede partij van het land. Hiermee begon in feite het politieke overwicht van de NSDAP in Duitsland. De nazi's moesten zich nu concentreren op twee doelen: men moest enerzijds het hof maken aan het groeiend aantal werklozen, dat was ontstaan na de Beurskrach in de Verenigde Staten en anderzijds aan de bankiers, waaronder Hjalmar Schacht, en industriëlen, die nog niet aan de nazi's verbonden waren. Laatstgenoemden waren het soort mensen waarbij Göring het vertrouwen moest zien te winnen. Hitler werd nu als partijleider gedwongen om keurig gekleed gesprekken aan te gaan met bankiers. Door Görings tussenkomst ontmoette hij samen met Göring begin 1931 Schacht. Zijn toetreden tot de nazi's was een belangrijke stap voor de nationaalsocialisten. Hij was een bekwaam econoom en had een goed inzicht in de politieke mogelijkheden. De overtuigingskracht van Göring gaven in deze ontmoeting de doorslag voor Schacht.:pag. 138-139
Het jaar 1931 was wereldwijd gezien een moeilijk jaar, maar Duitsland werd extra hard getroffen door de crisis. Voor de NSDAP was de crisis een propagandamiddel bij uitstek en zij speelde dan ook veelvuldig in op de slechte situatie waarin veel mensen op dat moment leefden. Elke stap die de partij en Göring voorwaarts zetten, werd overschaduwd door grote gezondheidsproblemen van Carin. In het voorjaar van 1931 lag ze vaak uren in bed in een soort coma en de dokter zei dat ze niet meer te redden was en binnenkort zou sterven.:pag. 143 Voor Göring, die nu onder constante druk stond als leider van de oppositie, braken zware tijden aan. Hoewel hij protestants was, werd Göring in deze tijd door Hitler verzocht naar Rome af te reizen, om aldaar het Vaticaan ervan te overtuigen dat de nazi's goede bedoelingen hadden.:pag. 57 Hij meldde dat, in het geval dat de nazi's aan de macht waren gekomen, de positie van de kerk niet zou veranderen. In ruil daarvoor zei hij dat de hooggeplaatste personen bij de kerk zich niet moesten bemoeien met de politieke zaken.
Bij terugkomst werd de strijd in de Rijksdag alsmaar harder. De coalitie van de sociaaldemocraten moest worden vernietigd. Om dit proces te versnellen leidde Göring de nazi-afgevaardigden in februari 1931 de Rijksdag uit en ze keerden voor september 1931 niet terug.:pag. 57 Göring probeerde een verbond te sluiten met generaal Kurt von Schleicher om een coalitie te vormen. Tevens wist hij in oktober 1931 een ontmoeting te regelen tussen Hitler en Hindenburg, die elkaar op persoonlijk gebied niets gunden. Voor Göring was dit psychologisch gezien een zware tijd. Hij moest vanwege de ontmoeting tussen Hitler en Hindenburg, waarbij hij zelf ook aanwezig zou zijn, terugkeren uit Zweden, waar zijn vrouw doodziek in bed lag. Carin had enkele dagen eerder de begrafenis van haar moeder bijgewoond. Op 17 oktober 1931 ontving Göring het bericht uit Zweden dat zijn vrouw was overleden.:pag. 58 Hij keerde meteen terug naar Zweden en vond Carins lichaam opgebaard in de kleine tuinkapel van de familieresidentie. Hij woonde de begrafenis van zijn vrouw bij en direct daarna vertrok hij weer naar Duitsland en stortte zich op de voorbereiding van de verkiezingen, die in 1932 plaatsvonden.

### Verkiezingsoverwinning

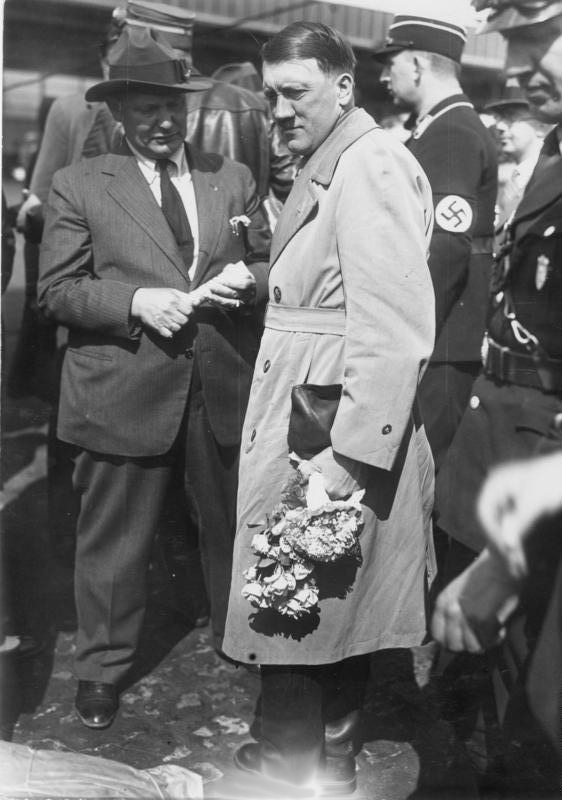
Göring en Hitler in 1932

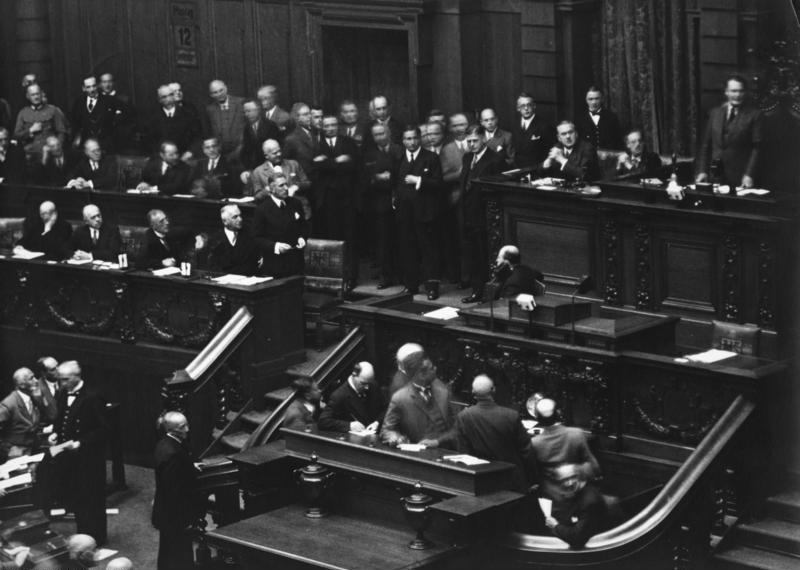
Göring negeert Von Papen tijdens de laatste zitting van de Reichstag

Het jaar 1932 was voor de nazi's een uitermate belangrijk jaar. De crisis was erger dan ooit voelbaar in het land en er werden verkiezingen voor de Rijksdag en het presidentschap gehouden. In maart en april vonden de beide achtereenvolgende presidentsverkiezingen plaats, waarbij Hitler een van de kandidaten was. Later dat jaar, in juli en november, waren de verkiezingen voor de Rijksdag. Göring, die hard voor de partij werkte en daarmee zijn verdriet te boven kwam, werkte hard tijdens de verkiezingscampagne. Hij reisde heel Duitsland door om toespraken te houden en zodoende stemmen te winnen voor de aanstaande verkiezingen. De campagne van de nazi's was een succes. Hoewel Paul von Hindenburg zijn concurrent Hitler ruim voor bleef, hadden toch elf miljoen mensen in de eerste ronde van de verkiezingen op Hitler gestemd.:pag. 60 In de tweede ronde behaalde Hitler er nog twee miljoen extra stemmen, wat het totaal op dertien miljoen nazistemmers bracht.:pag. 61 De sociaaldemocraten vreesden dat de nazi's met de SA een nieuwe staatsgreep wilden plegen en daarop werd de SA op 13 april verboden. Göring wist achter de schermen Kurt von Schleicher zover te krijgen dat hij Heinrich Brüning, de kanselier, dwong af te treden.:pag. 61 In een ontmoeting tussen Franz von Papen, Hitler en Göring werd Von Papen naar voren geschoven als nieuwe kanselier, op de voorwaarde dat het verbod op de SA werd opgeheven. Dit geschiedde vrij snel na de aanstelling van Von Papen in juni 1932.
De nazi's begonnen onder leiding van Göring met de campagne voor de Rijksdagverkiezingen. Waar bij de presidentsverkiezingen de populaire Von Hindenburg een boel stemmen van Hitler wegkaapte, gingen de nationaalsocialisten tijdens de Rijksdagverkiezingen voor de winst. Tijdens de verkiezingen in juli behaalde de partij 230 zetels, hetgeen bijna een absolute meerderheid was. Von Hindenburg weigerde Hitler te accepteren voor een ministerambt, maar de leider van de NSDAP wist dat het kanselierschap binnen handbereik lag. Hij gaf Göring de opdracht zo snel mogelijk af te rekenen met Von Papen. De machtspositie van Göring nam, na de eerste bijeenkomst in augustus 1932, flink toe. Hij had namelijk voldoende stemmen vergaard om president van de Rijksdag te worden. Deze positie stelde hem in staat de hele zaak in de hand te houden en zo te manipuleren dat de positie van Von Papen steeds benauwder werd. De strijd tussen Göring en Von Papen werd steeds harder. Göring had als enige doel Von Papen uit zijn ambt te zetten, met steun van de Rijksdag, waardoor Von Hindenburg was genoodzaakt een nieuwe kanselier te zoeken.:pag. 63 Hij zou dan automatisch uitkomen bij Adolf Hitler. Von Papen beklaagde zich op zijn beurt bij Von Hindenburg over Görings gedrag en plannen. Hij wilde dat de Rijksdag werd ontbonden, waardoor hij vrij kon handelen, zonder de steun van de Rijksdag te hebben. Intussen hadden de communisten door Görings alsmaar herhalende gedrag het vertrouwen in Von Papen opgegeven en dienden een motie van wantrouwen in. De nazi's steunden deze motie, waarna al gauw een stemming over het al dan niet aanblijven van Von Papen plaatsvond. Nog voor de stemming plaatsvond diende Von Papen het ontbindingsbesluit in. Göring negeerde het echter en ging over tot de stemming. Bij deze stemming bleek dat Göring zijn taak met verve had uitgevoerd. 513 afgevaardigden, een overgrote meerderheid, stemde tegen Von Papen.:pag. 148:pag. 64 Göring was als president van de Rijksdag in staat om de opdracht tot ontbinding van de Rijksdag ongeldig te verklaren, omdat het de handtekening droeg van een man die geen kanselier was. De nazi's waren de sluwe Von Papen voor geweest en die vertrok met zijn medestanders uit de Rijksdag.
Von Hindenburg ontbond de Rijksdag echter toch. Er zouden in november 1932 opnieuw verkiezingen plaatsvinden. De nazi's verloren tijdens deze verkiezingen twee miljoen stemmen en kwamen onder de tweehonderd zetels. Göring werd opnieuw gekozen tot president van de Rijksdag. Hij was ervan overtuigd dat de nazi's deze periode moesten aangrijpen om de totale macht in Duitsland over te nemen. Indien dat niet zou lukken, dan was de enige resterende optie een staatsgreep. Dit was iets van Göring absoluut wilde voorkomen en hij de nazitop al enkele keren moeten tegenhouden dit te doen. Om dit te voorkomen stak hij nog meer tijd in zijn werk en hij benaderde zelfs de zoon van Von Hindenburg om Hitler tot kanselier te krijgen.:pag. 164 Intussen waren er ook enkele spanningen binnen de partij ontstaan. Gregor Strasser, de broer van de eerder vertrokken Otto Strasser, meende dat hij de nieuwe nazileider kon worden. Hij zocht steun bij Von Schleicher, maar Hitler kwam achter de plannen van Strasser en dwong hem uit de partij te stappen. Dit betekende tevens het einde van het bondgenootschap tussen de NSDAP en Von Schleicher.:pag. 65-66
Voor Göring was het nu zaak om, samen met Hitler, Von Papen weer warm te maken voor een politiek verbond met de nazi's. Op 4 januari 1933 troffen de politiek leiders elkaar en Von Papen besloot Hitler te steunen.:pag. 66 De uitgeputte Von Hindenburg werd door Von Papen overtuigd Hitler tot kanselier te benoemen, nadat Von Schleicher, die er niet in was geslaagd voldoende steun in de Rijksdag te vergaren, was afgetreden. Hitlers positie was nog niet dermate sterk, dat hij kon eisen dat het voltallige kabinet uit nazi's bestond. Integendeel zelfs. Von Papen besloot de nazi's te steunen, op de voorwaarde dat hijzelf vice-kanselier werd en twee derde van de kabinetsleden uit niet-partijgebonden personen bestond.:pag. 67 Dit hield in dat Hitler slechts twee partijleden mocht kiezen als minister. Hitler ging akkoord, mits Göring een van deze twee was en hij de posten van Minister van Binnenlandse Zaken in Pruisen en van Minister zonder Portefeuille kreeg. Dit zou de nazi's voldoende macht geven op weg naar een dictatoriale macht. Het derde kabinetslid van de nazi's was Wilhelm Frick. Von Papen en Von Hindenburg dachten dat door het beperkt aantal nazileden zij het voor het zeggen hadden en niet de nazi's.

## Nazi-Duitsland

### Periode 1933 - 1935

#### Machtsovername
Hitler en Göring kwamen al snel tot de conclusie dat snel handelen gewenst was. Men moest een meerderheid zien te verkrijgen in de Rijksdag, omdat anders de mogelijkheid bestond dat Hitler werd weggestemd als kanselier. Daags na Hitlers benoeming werd de Rijksdag ontbonden en werden er verkiezingen voor 5 maart 1933 uitgeschreven. Göring was op dit moment een machtig man binnen Duitsland. Hij vervulde, naast zijn baan als president van de Rijksdag, drie andere ambten, te weten: in het Hitler-Kabinet was hij minister zonder portefeuille; in het Reich, minister voor Luchtvaartaangelegenheden; in de machtige Pruisische staat, minister van Binnenlandse Zaken. Dit laatste ambt was het belangrijkste, omdat Göring in deze belangrijke staat de controle had over de politie. Aangezien Pruisen een groot deel van Duitsland besloeg, was dit ambt voor de nazi's van essentieel belang. Göring voerde dan ook flink wat veranderingen door in het personeelsbestand van de Pruisische politie, om er zeker van te zijn dat de nazicontrole op de politie gewaarborgd was.
Intussen was ook een nieuwe vrouw in het leven van Hermann Göring geslopen. De actrice Emmy Sonnemann en Göring hadden elkaar in 1931 ontmoet en na de dood van Carin was er langzaam een liefdesrelatie ontstaan.
Voor Göring en Hitler was de vraag hoe ze een verpletterende verkiezingsoverwinning in maart konden behalen. Göring was druk in de weer met toespraken overal in het land te houden. Op een door Göring georganiseerd feest werd de partijkas door de industriëlen flink gespekt.
De communisten, maar zeker ook de sociaaldemocraten, ondervonden dat zij niet werden beschermd door de politie als hun bijeenkomsten werden verstoord. De reguliere politie mocht daarnaast niet vijandig optreden tegen de SA, SS en Stahlhelm. Op 22 februari 1933 richtte Göring zogenaamde hulppolitiekorpsen in, bestaande uit leden van de SA en SS.:pag. 75 Volgens de officiële berichtgeving was dit omdat de politie in deze gevaarlijke tijden versterking nodig had. In feite kwam het erop neer dat de SA en SS fanatieker waren en harder optraden tegen de partijbijeenkomsten van de tegenstanders. Göring liet in de aanloop naar de verkiezingen het hoofdkantoor van de communisten binnenvallen en meldde dat er documenten waren gevonden voor een opstand.:pag. 75 Hij verbood de communisten verdere partijbijeenkomsten te houden. Dit was van doorslaggevend belang in de verkiezingsstrijd. Hij schakelde hiermee de communisten in een klap uit voor de overwinning.

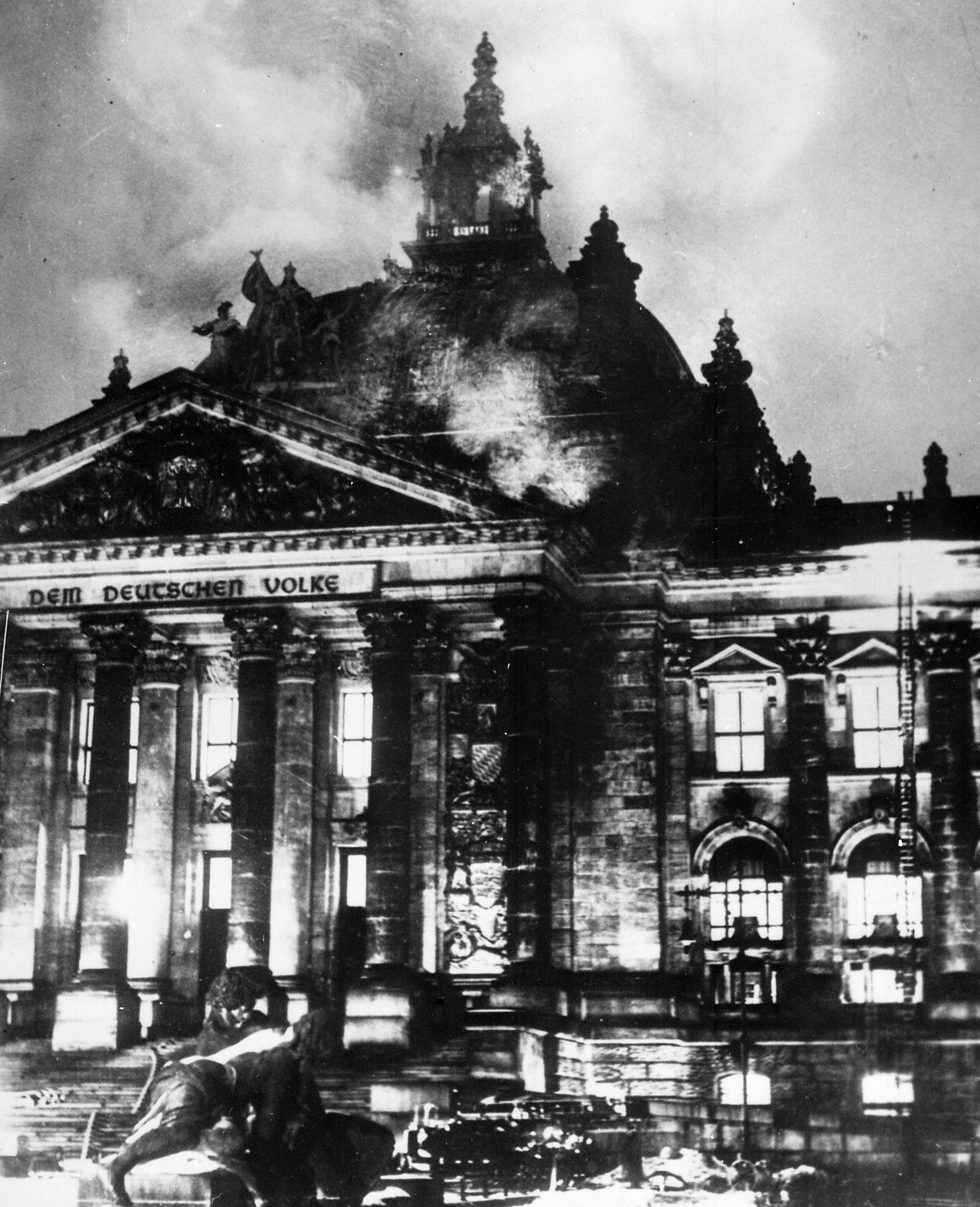
De Rijksdag brandt en Göring was als een van de eersten ter plaatse

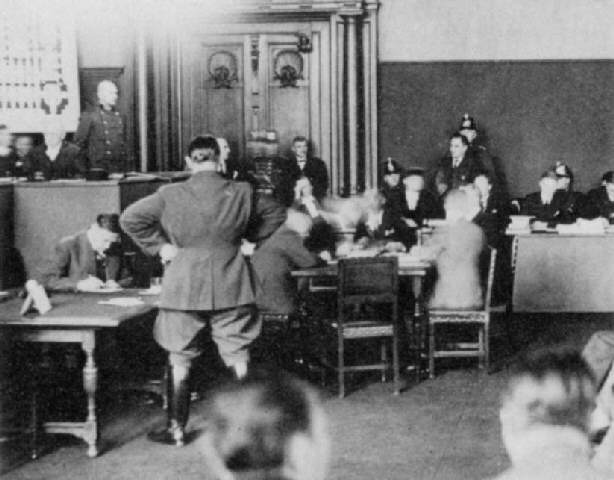
Göring met de rug naar de camera op het proces van de Rijksdagbrand

Op 27 februari 1933 kregen de nazi’s een zoals Hitler het noemde “geschenk uit de hemel”.:pag. 178 Op deze dag vond na negen uur ’s avonds de Rijksdagbrand plaats. Göring haastte zich in allerijl naar de brand toe. Hij bevond zich op het moment van uitbreken op het Pruisische ministerie van binnenlandse zaken. Bij aankomst van Göring bleek zijn kantoor al volledig te zijn verwoest, incluis zijn vele herinneringen aan Carin en enkele erfstukken.:pag. 178 Terwijl de brand nog woedde, werd de vierentwintigjarige Nederlander Marinus van der Lubbe gearresteerd.:pag. 178 Hij bekende meteen de brand te hebben aangestoken. Hij bleek bij een trotskistische groep te horen. De nazi’s dachten direct aan een samenzwering van de communisten en een aanval op de nieuwe regering. Ze waren ervan overtuigd dat Van der Lubbe niet alleen had gehandeld. Opvallend was dat Göring direct na aankomst van Hitler de opdracht kreeg de communisten te arresteren en hij had de namenlijsten daarvoor al klaar liggen.:pag. 50 Er werden naast Van der Lubbe nog drie anderen gearresteerd, te weten: Georgi Dimitrov, Blagoi Popov, Wassil Tanev (allen Bulgaars). Een vierde, Ernst Torgler, de Duitse partijleider van de communisten, gaf zichzelf aan nadat hij het bericht hoorde dat hij werd gezocht omdat hij als laatste het gebouw had verlaten. Hun proces zou in september 1933 plaatsvinden en Göring wilde daarvan een voorstelling maken, waarbij hij de naam van de communisten in Duitsland de genadeslag zou geven. Het werd echter zijn eerste grote politieke blunder in zijn carrière. Göring riep en tierde op het proces tegen de beklaagden, maar Dimitrov diende hem van repliek. Daarna bleef Göring weg van het proces. Tijdens dit proces werd alleen Van der Lubbe schuldig bevonden, omdat de anderen simpel konden aantonen dat ze ten tijde van de brand op een andere plaats waren. Van der Lubbe kreeg de doodstraf en werd op 10 januari 1934 onthoofd.
In Duitsland en het buitenland werd met ontzetting gereageerd op de Rijksdagbrand. Velen waren ervan overtuigd dat dit een actie van de nazi’s zelf was, met Göring als bedenker. Görings presidentieel paleis was immers via een ondergrondse gang verbonden met de Rijksdag en hij zou enkele SA'ers hebben opgedragen de Rijksdag in brand te steken, Van der Lubbe met de brandende fakkel daar achter te laten en zelf via de ondergrondse gang weer verdwijnen.:pag. 79 Göring zwoer echter altijd dat hij niets van de brand af wist. Loerzer verklaarde op 28 februari 1933 in een gesprek met Albrecht Freiherr von Freyberg-Eisenberg-Allmendingen:

Ich verstehe nicht, was die Leute alle für einen Unsinn über den Reichstagsbrand verbreiten. Ich habe von meinem Freunde Göring mit einer Gruppe von SA-Männern den Auftrag bekommen, den Reichstag anzuzünden.(Ik begrijp niet, wat de mensen allemaal aan onzin verspreiden over de brand van de Rijksdag. Ik heb van mijn vriend Göring de opdracht gekregen om met een groep SA-mannen de rijksdag in brand te steken.)
— Bruno Loerzer

Generaal Franz Halder verklaarde tijdens de processen van Neurenberg onder ede dat Göring op 20 april 1942 tijdens het verjaardagsfeest van Hitler had gezegd:
De enige die echt weet wat er in de Rijksdag is gebeurd, ben ik, want IK heb hem in brand gestoken.
Göring ontkende dat.
Direct na de Rijksdagbrand werden talloze communisten over heel Duitsland opgepakt en in de door Göring opgerichte tuchtkampen, de voorloper van de latere concentratiekampen, gestopt.:pag. 76 Hiermee waren de communisten bij voorbaat al kansloos bij de verkiezingen. De verkiezingen werden door de nazi’s gewonnen met 43,9% van de stemmen. De nazi’s en hun bondgenoten behaalden 340 zetels, een meerderheid. Göring werd opnieuw verkozen tot president van de Rijksdag. Toen Hitler op 23 maart 1933 ook nog eens op legale manier de dictatoriale macht kreeg – vanwege de Machtigingswet – stond er niets meer de absolute macht van de nazi’s in de weg.
Göring voelde de druk op zijn persoon iets afnemen en had een vriendschappelijke ontmoeting met de fascistische Mussolini, die hem vertelde dat hij niet gesteld was op het extreme antisemitisme van de nazi’s.:pag. 81 Bij terugkomst bleek dat Göring het ambt van minister-president, oftewel Kommissar, van Pruisen had overgenomen van Von Papen, die men tot aftreden had overgehaald.:pag. 81 Op 26 april 1933 hernoemde Göring de veiligheidspolitie van Duitsland naar “Geheime Staatspolizei”, oftewel de Gestapo. In deze tijd werd Göring meerdere malen door Emmy Sonnemann overgehaald om gevangenen uit de concentratiekampen vrij te laten. Dit bleef hij geruime tijd doen, iets wat hem later op een berisping van Hitler kwam te staan. Op bevel van Göring werden wel enkele kampen, zogenaamde “wilde kampen”, opgericht door de SA gesloten. Ook een SS-kamp in Osnabrück wilde Göring sluiten, maar Himmler ontzegde de politie de toegang en de SS’ers opende zowaar het vuur op hen. Göring was woedend op Himmler en ging stampvoetend naar Hitler. Deze besloot het kamp te sluiten en voorkwam hiermee een persoonlijke oorlog tussen Göring en Himmler, zijn twee grootste volgelingen. Göring was van mening dat de concentratiekampen niet dienden als gruwelijke oorden waarin mensen moesten worden mishandeld, maar hij beval de leiders van de SA en SS, Röhm en Himmler, de gevangenen te heropvoeden en rehabilitatie toe te passen: de gevangenen moesten als goede Duitsers terugkeren in de maatschappij.:pag. 186-187 In de praktijk bleek dat de leiders van de paramilitaire bewegingen zich hier weinig van aantrokken.

#### Minister van Luchtvaart

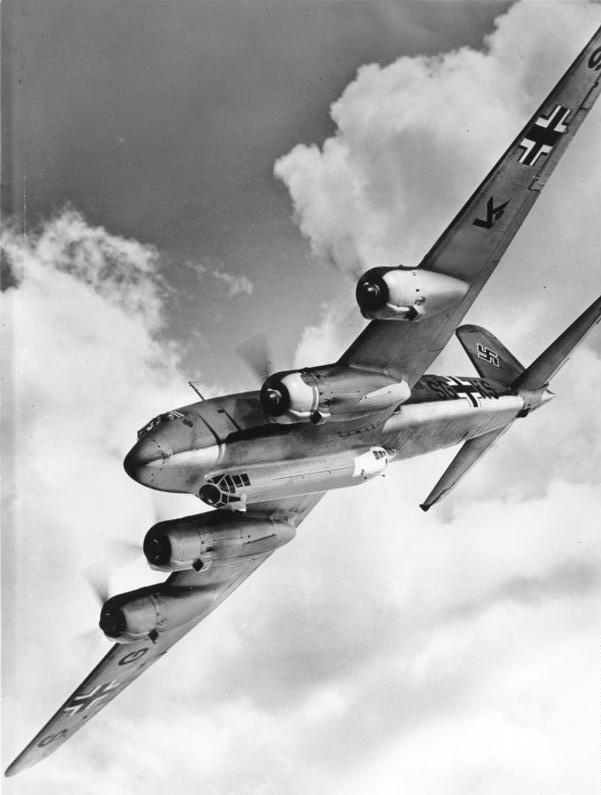
Een Focke-Wulf Fw 200 die Göring liet bouwen

Toen Hitler zijn eerste coalitiekabinet vormde, werd Göring het ambt van “Reichskommissar für die Luftfahrt” toegewezen. Hij behield deze positie ook na de totale machtsovername van Hitler, na het overlijden van president Hindenburg. Niemand, behalve Göring en Hitler, namen deze baan in eerste instantie serieus. Volgens het Verdrag van Versailles mocht Duitsland immers geen luchtmacht opbouwen. Göring was echter, ondanks het verbod, van plan om op termijn weer een sterke luchtmacht op te bouwen. Hij pleitte niet voor niets al sinds 1929 voor meer financiële steun aan Lufthansa, waar hij later een groot deel van zijn piloten vanaf zou halen.
Ondertussen liet Göring van de partijkas zijn grote landgoed ten noorden van Berlijn bouwen. Dit landgoed droeg de naam van zijn overleden eerste echtgenote Carin Göring, de Carinhall. Tegelijkertijd bouwde hij op de Obersalzberg, het nazibolwerk nabij Berchtesgaden, een groot chalet. Zijn drang naar bezit zou de komende jaren alleen maar toenemen.
In april 1934 droeg Hitler Göring op om het bevel over de politie over te dragen aan Heinrich Himmler, die hierdoor de leiding over de politie, Gestapo en SS had. In mei werd zijn ambt als “Reichskommissar für die Luftfahrt” opgewaardeerd naar een ministerpost. Hij begon direct propaganda te maken voor het oprichten van een luchtmacht. De verhalen over Russische vliegtuigen boven Duits territorium deden al gauw in binnen- en buitenland de ronde. De Britten zonden zelf een afgezant naar Göring om te praten over de verkoop van enkele militaire vliegtuigen. Intussen had Göring Erhard Milch en Karl-Heinrich Bodenschatz, zijn vroegere kameraden bij de luchtmacht, benaderd over een positie in zijn ministerie. Milch, een halfjood, iets waar Göring zich nooit aan heeft gestoord, werd staatssecretaris. Bruno Loerzer, eveneens een oude bekende van Göring, werd tot hoofd van de “Luchtsportclub” gemaakt. Deze organisatie was een geheime trainingsgroep voor Duitse piloten. Ernst Udet werd door Göring ingeschakeld als adviseur.
Al snel na zijn aanstelling liet Göring enkele vliegtuigfabrikanten weten dat hij flinke kredieten beschikbaar stelde voor de vliegtuigindustrie en dat er al vrij snel begonnen kon worden met de productie van Junkers Ju-52, Focke-Wulf Fw 200, Heinkel He 70 en Dornier-vliegtuigboten. Voor de training van de luchtmacht haalde Göring diverse onderofficieren weg uit de Reichswehr. Zij moesten de piloten de discipline van een krijgsmacht bijspijkeren.

#### Nacht van de Lange Messen

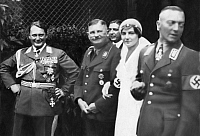
Hermann Göring en SA-leider Ernst Röhm op het huwelijk van Karl Ernst in 1934

In 1934 kreeg Göring er nog een ministerie bij. Hij was namelijk benoemd tot Reichsjägermeister en Reichsforstmeister.:pag. 203 Deze twee ambten werden in 1934 tot één ministerie omgevormd. Görings hervormingen, vooral die van de jachtwetten, waren erg nuttig voor de balans in de natuur. Hij verbood onder meer vivisectie en wrede vallen.:pag. 204
In 1934 waren alle hoge nazi’s, Göring, Röhm en Goebbels, maar ook Himmler en Heydrich, bezig met macht vergaren. In de strijd om de macht waren ze allen, op SA-leider Röhm na, te druk bezig om samen te zweren tegen Hitler. De SA was van mening dat ze beloond dienden te worden vanwege de steun aan Hitler, maar die had belangrijkere zaken aan het hoofd. Hij moest de Reichswehr voor zich zien te winnen. Onder aanvoering van Göring werd er een complot gesmeed tegen Röhm. Andere belangrijke spelers waren hierin Himmler en Goebbels.:pag 62-63 Ze waren van mening dat Röhm uit was op macht. Hij zou de SA met het leger willen laten samensmelten en als opperbevelhebber van het leger een staatsgreep plegen.:pag. 62 Hitler, die Röhm opnam in zijn kabinet, was zich bewust van het gevaar, maar zag geen directe aanleiding om Röhm te elimineren. Göring zag dat echter wel. Samen met de andere nazileiders complementeren ze het dossier van Röhm. Göring speelde een grote rol in het complot tegen de SA-leider. Hij speelde met name een belangrijke rol in het overtuigen van Hitler dat Röhm op korte termijn een staatsgreep wilde plegen. Door Görings overredingskracht en de dossiers die waren samengesteld, werd de Führer overtuigd van het feit dat het noodzakelijk was om Röhm en de andere SA-leiders te elimineren. Dit vond plaats in de nacht van 30 juni 1934. Deze nacht staat beter bekend als de “Nacht van de Lange Messen”. Tijdens deze nacht werden er in opdracht van Göring 1124 mensen in preventieve hechtenis genomen. Röhm en andere SA-leiders werden vermoord, waardoor de bruinhemden onthoofd waren en geen gevaar meer vormden voor de nazitop. Ook Kurt von Schleicher werd om het leven gebracht, daar hij in de jaren ervoor verdeeldheid probeerde te zaaien bij de NSDAP. Hitler wilde ook vice-kanselier Von Papen laten vermoorden, omdat die twee weken eerder zich negatief had uitgelaten over de nazi’s. Göring wist Hitler echter te overtuigen van het feit dat het onrust bij de bevolking en president Von Hindenburg zou veroorzaken.
Tijdens de 'zuiveringen' werden officieel 74 doden gemeld. Vrijwel de gehele bevolking stond achter de maatregelen die de nazi's hadden genomen. Göring kreeg van president Paul von Hindenburg persoonlijke complimenten. In het telegram dat hij stuurde stond::pag. 222

Herrn Ministerpräsident Göring Berlijn
088 Teleg. 4012
Aanvaard mijn goedkeuring en gelukwens voor uw succesrijke actie bij het onderdrukken van het landverraad.
Met kameraadschappelijke dank en groet.
Hindenburg
— Paul von Hindenburg

Mede door zijn optreden tijdens deze gebeurtenis, steeg Göring verder in het aanzien van Hitler. Dit zorgde ervoor dat Hitler op 7 december 1934 een geheim decreet uitvaardigde waarin hij Göring tot 'zijn plaatsvervanger voor alle aangelegenheden van het landsbestuur' maakte, mocht hij zelf niet in staat zijn plichten te vervullen. Görings positie als tweede man van het Derde Rijk werd een paar dagen later, op 13 december, bekrachtigd door een andere wet, waarin Hitler Göring tot zijn opvolger benoemde en het ambtenarenapparaat, het leger, de SA en de SS opdroeg, onmiddellijk na zijn dood, een eed van persoonlijke trouw op Göring af te zweren.

#### Luftwaffe

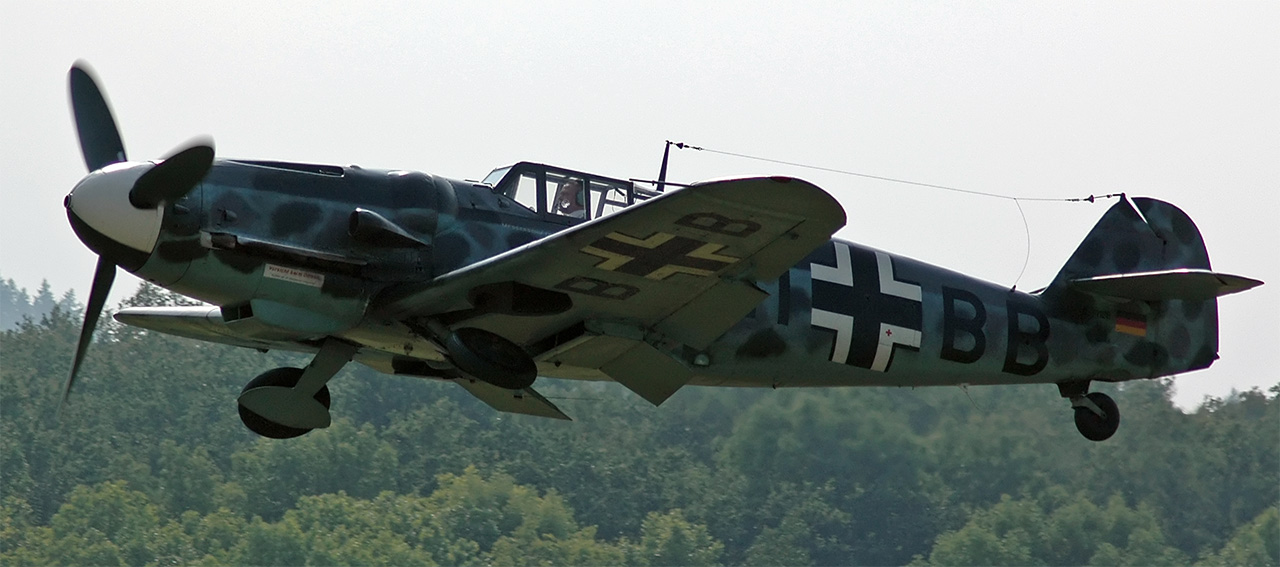
Een Messerschmitt Bf 109 die Göring liet bouwen

In 1935 was het voor Göring duidelijk: het bestaan van de Luftwaffe moest openbaar worden gemaakt. De Deutscher Luftsportverband was inmiddels uitgegroeid tot een flinke organisatie. Op 26 februari 1935 liet Reichsverteidigungsminister Von Blomberg op verzoek van Göring doorschemeren dat er in het geheim, tegen het verdrag van Versailles in, een luchtmacht was opgebouwd. In maart 1935 had de Luftwaffe de beschikking over 1888 vliegtuigen en ruim 20.000 officieren en manschappen. Onder toeziend oog van Göring werden alle zeer gedisciplineerde 'vliegclubs' en 'politieformaties' overgedragen aan de nieuwe Luftwaffe. Göring werd zoals afgesproken het opperbevel van de Luftwaffe toegewezen.
Op zijn bruiloft met Emmy Sonneman, op 10 april 1935, trad de Luftwaffe voor het eerst in het openbaar. Zeker tweehonderd militaire vliegtuigen zweefden boven het echtpaar. Later dat jaar, in september 1935, werd tijdens de partijdag de Luftwaffe openlijk vertoond en de ontwikkelingen werden elders in Europa met argusogen bekeken. Ook de westelijke geallieerden, Frankrijk en Groot-Brittannië, begonnen het leger te moderniseren. Naast Milch, stelde Göring ook generaal Walther Wever aan op een leidinggevende positie. Göring was van mening dat de ervaren Wever het officierkorps de juiste nationaalsocialistische mentaliteit kon toebrengen.
Eind 1935 en begin 1936 werd er begonnen met de eerste testvluchten van de tweede generatie Duitse gevechtsvliegtuigen, de Messerschmitt Bf 109 en de Messerschmitt Bf 110. Göring was zeer tevreden over de eerste testresultaten en liet flink wat stuks produceren. Na het overlijden van generaal Wever - hij kwam om tijdens een vliegtuigongeluk - stelde Göring Albert Kesselring aan als nieuwe commandant. De Luftwaffe werd flink uitgebreid in de komende jaren en zou spoedig voor de eerste maal in actie komen.

### Periode 1936 - 1939

#### Vierjarenplan
Sinds het bestaan van de Luftwaffe publiekelijk bekend was gemaakt en Göring als opperbevelhebber was aangesteld, droomde hij ervan om de machtigste luchtmacht van Europa te hebben. Göring was druk bezig met de uitbreiding van de Luftwaffe en hoewel hij de steun van Hitler had, waren er slechts weinig grondstoffen en financiële middelen voorhanden. Hij wilde dat een groter deel van de bestedingen aan de Luftwaffe werden gewijd.:pag. 73

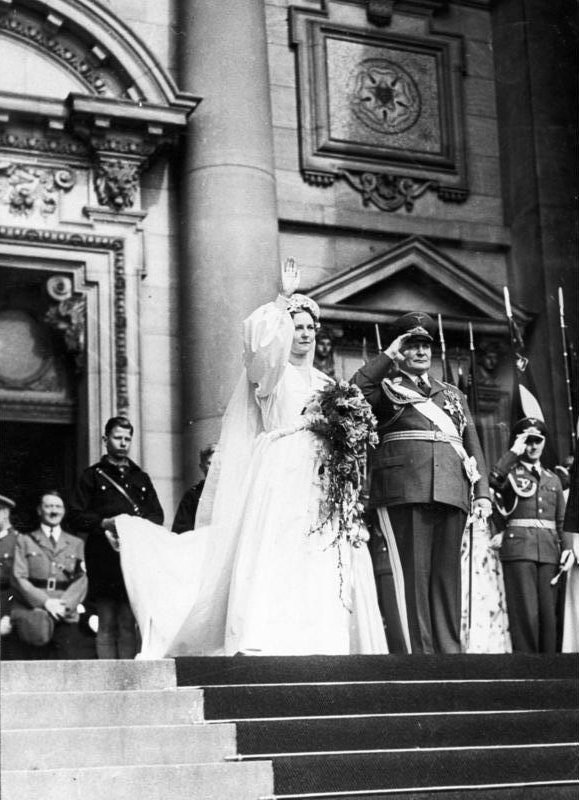
Emmy en Hermann Göring tijdens hun bruiloft voor de Dom van Berlijn

Hitler had Göring laten weten dat in 1936 het Rijnland moest worden bezet en dat daarbij de Luftwaffe een sterke indruk moest achterlaten. Göring vond het daar wat vroeg voor, omdat zijn luchtmacht nog niet gemoderniseerd was. Om meer gelden te verkrijgen, moest hij zich op economisch terrein wagen. Hij nam daarvoor contact op met Hjalmar Schacht, de minister van Economische Zaken. Schacht liet echter al snel weten dat het volk al grote offers had gebracht en de spreekwoordelijke citroen inmiddels volledig was uitgeknepen. Göring zei tegen Schacht dat hij ervan overtuigd was dat het volk bereid was nog grotere offers te brengen ten gunste van de herbewapening. Door middel van een toespraak wist hij het volk achter zich te krijgen en daarop beval de Führer dat er meer gelden naar de herbewapening moest; Schacht gaf met tegenzin toe. Göring werd mede hierdoor door Schacht op 16 april 1936 aanbevolen om de functie Reichskommissar für Rohstoffe und Devisen op zich te nemen.:pag. 73 Schacht dacht zo een oplossing te hebben voor de onenigheid in de bewapeningssector en zelf meer tijd te hebben voor de 'belangrijke' economische zaken. Schacht hield echter geen rekening met het feit dat de economie in het Derde Rijk grotendeels op de bewapening was gericht.
Al snel na zijn benoeming begint Göring met het uitbreiden van zijn bevoegdheden. Göring had de volledige steun van Hitler en richtte op 1 mei 1936 een nieuwe, onafhankelijke instantie op en gaf zichzelf de titel Ministerpräsident Generaloberst Göring, Rohstoffe und Devisen.:pag. 73 Schacht protesteerde bij Hitler tevergeefs tegen deze onbevoegde ambtsuitoefening. In plaats van de bevoegdheden van Göring te beperken, breidde Hitler ze in de komende maanden flink uit.
In oktober 1936, tijdens een wandeling met Hitler, kreeg Göring te horen dat hij de functie van Beauftragter für den Vierjahresplan kreeg. Als leider van het vierjarenplan werd hij in één klap op economische gebied de machtigste man van Duitsland. Hij had zeggenschap over alle instanties die betrokken waren bij de (oorlogs)economie. Hij moest onder meer zorgen voor 'voedselvrijheid van het Duitse volk' en meer grondstoffen en deviezen voor de bewapening. Tevens werd hij belast om een 'oorlog tijdens de vrede' te voeren. Volgens een geheim memorandum van Hitler in 1936 kon alleen de verovering van nieuwe Lebensraum de tekorten aan grondstoffen duurzaam wegwerken.:pag. 74 Om dit doel te bereiken moest Göring binnen vier jaar de economie en het leger klaargestoomd hebben voor een oorlog.
Deze 'oorlog tijdens de vrede'-methode had ook invloed op het dagelijks leven. Göring stopte al het geld in de bewapening en dat ging ten koste van de woningbouw en voedselvoorziening. De druk werd zo hoog opgevoerd door Göring, dat er al snel een nijpend tekort aan grondstoffen en arbeidskrachten was. Vooral het ijzerertsprogramma zorgde voor problemen. Vanaf 1937 werd het ijzer en staal steeds schaarser en op datzelfde moment dreigde de privé-economie de crisis niet meer aan te kunnen. Om een economische crisis af te wenden, versnelde Göring de nazificatie van de industrie in het Ruhrgebied.:pag. 75 Tegelijkertijd richtte hij onder de naam Reichswerke Hermann Göring te Salzgitter een staalconcern op, dat al snel het grootste van Europa werd.:pag. 75 Hij liet een bijbehorende stad bouwen met de naam Hermann Göring Stadt.
In november 1937 trad Schacht terug als minister van Economische Zaken; hij kon de bewapeningswaanzin niet langer aanzien. Zijn ontslag werd op 8 december aanvaard en Göring werd tijdelijk tot zijn opvolger benoemd. Door Görings machtsgreep binnen de economische sector, werd er volop gespeculeerd, met name over zijn positie binnen het Derde Rijk. Tal van waarnemers, ook uit het buitenland, zagen in Göring de feitelijke rijkskanselier van Duitsland, die onder de soevereiniteit van Hitler werkte.:pag. 75 Daar Hitler de rijksregering zelden bij elkaar riep - alle beslissingen werden immers door de nazi's genomen - nam Göring als minister-president van Pruisen een groot deel van diens opdrachten over. Tijdens de bijeenkomsten van de Pruisische ministerraad werden relatief veel wetten voorbereid. Vaak namen ook ministers van de rijksregering, zoals Gürtner (Justitie) en Von Neurath (Buitenlandse Zaken) deel aan besprekingen, wanneer thema's uit hun vakgebied werden besproken.
Göring gebruikte zijn nieuw verworven machtspositie ook voor persoonlijke doeleinden. Veel industriëlen probeerden door middel van giften een lucratieve bewapeningsopdracht te verkrijgen. Op deze manier sluisde Göring miljoenen Reichsmark door naar zijn privérekening.:pag. 76 Duidelijk was dat Göring zich had opgewerkt tot de tweede man van het rijk.

#### Spaanse Burgeroorlog

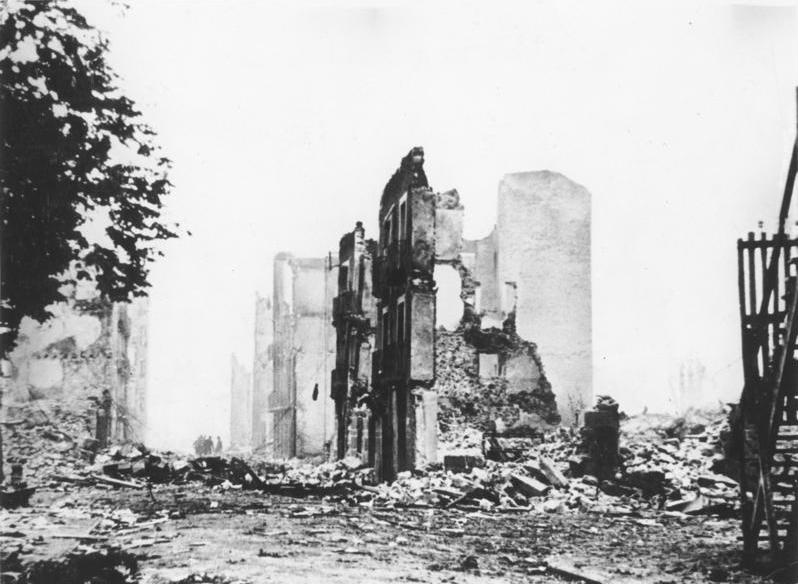
Guernica na het bombardement op bevel van Göring

Na de presentatie van de Luftwaffe en het zwijgen van de geallieerden, was de Duitse luchtmacht in de maanden daarna flink uitgebreid. De eerste 'overwinning' op de geallieerden was binnen. Tijdens een vergadering tussen generaal Von Blomberg, Hitler en Göring, werd besloten dat Duitsland de Spaanse rebellentroepen, onder leiding van generaal Francisco Franco, zou helpen aan wapens, troepen en vliegtuigen. Göring drong aan op een grootschalige inzet van de Luftwaffe, zodat deze een goede test zou ondergaan en op basis daarvan eventuele mankementen aan het licht kwamen.
Vanaf juni 1936 werd er door Duitsland steun verleend aan Franco, die streed tegen de socialistische regering van Spanje. Al snel kwamen de eerste jagers en bombardementstoestellen in actie. Göring wilde alle mogelijke wapens en aanvalstactieken uitproberen en dat leidde op 26 april 1937 tot het bombardement op Guernica. Göring had bevolen om enkele bruggen en belangrijke kruispunten aan te vallen, maar in plaats daarvan werden de bommen precies boven het centrum losgelaten; er kwamen negentig inwoners om het leven.:pag. 78</ref> Göring werd als leider van de Luftwaffe verantwoordelijk gehouden. Het leidde met name vanuit het Brits parlement op kritiek. Göring werd dan ook niet - zoals aanvankelijk wel de bedoeling was - uitgenodigd voor de kroning van koning George VI.:pag. 78 In plaats van Göring werd nu de minister van oorlog, Von Blomberg uitgenodigd. Dit schoot bij Göring in het verkeerde keelgat en hij wilde nu snel uitvoeren wat hij al lang van plan was: Von Blomberg ten val brengen en zelf zijn plaats innemen.

#### Leiderschap van de Wehrmacht

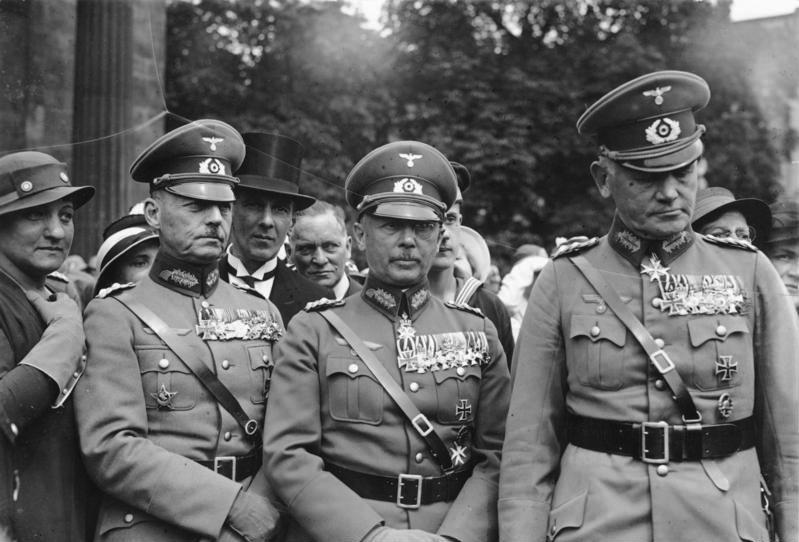
Gerd von Rundstedt, Werner von Fritsch en Werner von Blomberg: Göring belasterde de laatste twee en werd zo zelf leider van de Wehrmacht.

Göring begon snel na Von Blombergs terugkeer uit Londen met het neerhalen van diens reputatie. Werner von Blomberg, zestig jaar oud, stond op het punt van hertrouwen. Daar bij Göring bekend was dat Von Blombergs aanstaande vrouw in de gevangenis had gezeten wegens pornografische foto's en ze dertig jaar jonger was, zei hij onmiddellijk dat hertrouwen geen zin had.:pag. 246 Hij zou zelfs, samen met Hitler, getuige zijn. Al snel nadat Von Blomberg was getrouwd, werd de ware aard van zijn vrouw door de media groots uitgelicht. Von Blombergs goede reputatie was in één klap weg en hij diende zijn ontslag in.:pag. 246 Göring wilde het opperbevel van de strijdkrachten op zich nemen, maar onder de officieren ging een lobby voor Werner von Fritsch.:pag. 246 Echter, door snel werk van Göring en Himmler werd ook Von Fritsch in een schandaal betrokken. Hij zou een homoseksuele relatie hebben.:pag. 247 Hoewel hij terecht werd vrijgesproken - dit hadden de nazi's gepland - was zijn naam flink bezoedeld en kon hij de positie als opperbevelhebber vergeten.
De weg was vrijgemaakt om een nazi aan de top van het Oberkommando der Wehrmacht te plaatsen. Göring was ervan overtuigd dat hij vanwege zijn grootse oorlogsverleden de aangewezen persoon was om de leiding op zich te nemen. Hitler bevond zich in een dilemma. Enerzijds wist Hitler dat als hij een generaal van de landmacht tot opvolger van Von Blomberg zou benoemen, Göring het er als opperbevelhebber van de luchtmacht niet mee eens was ondergeschikt te zijn aan een generaal van de landmacht. Anderzijds voelde Hitler er niets voor om aan Görings machtsstreven toe te geven. Om beide situaties te omzeilen liet Hitler op 4 februari weten dat niet Göring, maar hijzelf de opperbevelhebber van de strijdkrachten werd. Voor Göring was er zelfs geen plaats weggelegd als tweede man in het leger, daar Hitler de volgzame Walther von Brauchitsch op die plaats neerzette. Wel werd Göring benoemd tot Generalfeldmarschall.

#### Anschluss
Daar de Duitsers Oostenrijk wilden toevoegen aan het rijk, was het wachten op een geschikt moment. Op 9 maart 1938 was dat moment al daar. De Oostenrijkse kanselier von Schuschnigg kondigde een referendum aan, met de vraag of Oostenrijk bij Duitsland moest worden gevoegd.:pag. 83-84 Göring werd nu belast met het organiseren van de Anschluss. Allereerst schreef hij een brief aan von Schussnigg, waarin hij diens aftreden eiste. Tegelijkertijd liet hij de Oostenrijkse nazi Arthur Seyss-Inquart weten, dat hij deel moest uitmaken van de nieuwe Oostenrijkse regering. Deze nieuwe regering moest volgens Göring vragen om de intocht van Duitse troepen.

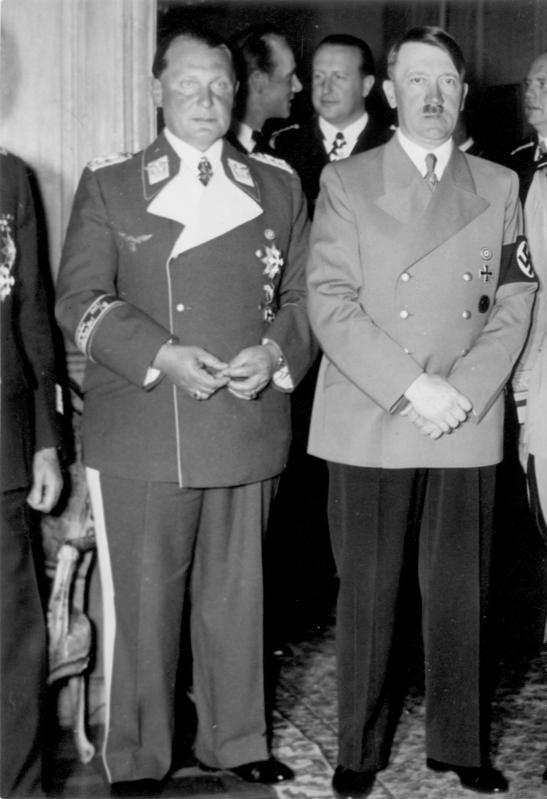
Göring en Hitler op 22 mei 1939 tijdens het sluiten van het Staalpact

Op 11 maart regelde Göring via zevenentwintig telefoongesprekken tussen Berlijn en Wenen de koers van de annexatie. De Oostenrijkse president Miklas weigerde echter een nationaalsocialist op de plaats van Von Schuschnigg te installeren. Göring dreigde daarop via Seyss-Inquart Oostenrijk binnen te vallen, maar opnieuw liet de president zich niet intimideren.:pag. 84 Vanaf dit punt nam Göring het initiatief over. Hij beval in de naam van de führer Oostenrijk binnen te vallen en hard op te treden waar nodig. Om 21 uur bereikte Göring het bericht dat president Miklas zijn bericht goed had ontvangen en de Oostenrijkse troepen had bevolen geen weerstand te bieden.:pag. 85 De annexatie was een feit.

#### Tsjecho-Slowakije
Na de annexatie van Oostenrijk richtte Hitler zich direct op het volgende doel: Sudetenland. Op 20 april werd de Wehrmacht bevolen om zich voor te bereiden op Fall Grün, een inval in Tsjecho-Slowakije.:pag. 87 Göring was in deze aangelegenheid een stuk voorzichtiger. Hij was van mening dat de Wehrmacht nog niet klaar was voor dergelijke acties. Hij wist via zijn eigen inlichtingendienst wel dat Frankrijk en Groot-Brittannië een oorlog niet zagen zitten, maar toch was hij er niet gerust op. Daarom drong Göring bij Hitler aan de kwestie Tsjecho-Slowakije net als Oostenrijk met dwang op te lossen. Göring wilde Tsjecho-Slowakije opdelen tussen Duitsland, Polen en Hongarije. Een gewelddadige oplossing zou volgens Göring de westelijke mogendheden op het strijdtoneel kunnen trekken.:pag. 88
Hitler wilde van deze plannen echter niets weten. In een geheime conferentie van de rijkskanselarij liet Hitler weten over te gaan tot een aanval.:pag. 88 Göring bracht nog wel het bezwaar in dat de Westwall niet voldoende was om de Franse troepen tegen te houden, maar Hitler veegde opnieuw zijn bedenkingen van tafel.:pag. 88 Vanaf dit punt nam Göring afstand van Hitlers wedren naar een oorlog.:pag. 89 Göring besloot echter dat tegen Hitler ingaan zijn positie niet zou versterken en daarom zocht hij naar andere oplossingen om de bijna onvermijdbare oorlog te verhinderen. Hij nam contact op me de regeringen in Londen en Parijs en liet weten bereid te zijn om te onderhandelen. Hij probeerde met dwang en verleiding de westelijke mogendheden ertoe te bewegen kalm te blijven.
Als het op buitenlandse politiek aankwam, verloor Göring snel zijn machtspositie aan Joachim von Ribbentrop, die Konstantin von Neurath begin 1938 had opgevolgd als minister van Buitenlandse Zaken. Von Ribbentrop was een uiterst volgzaam persoon en daar had Hitler destijds behoefte aan. De Sudeten-Duitsers werden opgeroepen afstand te nemen van de Praagse regering en de Wehrmacht werd op 1 oktober 1938 in staat van paraatheid gebracht. Göring, die veelvuldig met Britse en Franse diplomaten onderhandelden, probeerde op allerlei manieren een oorlog te voorkomen. Göring nodigde de Britse premier Neville Chamberlain uit om te spreken over de Sudeten-kwestie. De ontmoeting, die plaatsvond op 15 september, maakte de situatie er alleen maar grimmiger op. Chamberlain en Göring waren wel uit op vrede, maar Hitler eiste de teruggave van het Sudetenland.
Göring bleef op allerlei manieren proberen om tot een overeenkomst te komen die de vrede zou bewaren. Uiteindelijk bood Mussolini aan om te bemiddelen in deze kwestie en dit leidde tot de conferentie van München. Göring had tijdens de conferentie zelf weinig aandeel, maar had van tevoren al alles zorgvuldig voorbereid.:pag. 255-256 Al snel werd duidelijk dat Frankrijk en Groot-Brittannië geen oorlog wilden riskeren ten behoeve van Tsjecho-Slowakije. Ze stemden dan ook in met vrijwel alle Duitse eisen. Göring had in de maanden daarvoor namelijk een lid van de Franse ambassade, Paul Stehlin, laten zien wat de kracht van het huidige Duitse leger was.<:pag. 256 Édouard Daladier had zich door Paul Stehlin, die alleen de sterke punten van het leger kreeg te zien, overtuigd dat een oorlog tegen Duitsland erg zwaar zou worden.:pag. 258 Daarop besloot hij nauwelijks weerstand te bieden aan de Duitsers. Hoewel Görings aandeel aan de conferentie zelf minimaal was, had hij de uitkomst in grote mate van tevoren al bepaald. Hoewel de uitkomst voor de Duitsers uiterst positief was, voor 10 oktober moest het Sudetenland worden overgedragen aan Duitsland, bleek Hitler ontevreden over de 'laffe' houding van Göring.:pag. 90-91 In de maanden die volgden bekoelde de relatie tussen de eerste en tweede man van Duitsland stevig.:pag. 91
In maart 1939 werd Göring door Hitler aangewezen om het overige deel van Tsjechië te annexeren. De Tsjechoslowaakse president Emil Hácha wilde zijn land niet vrijwillig overdragen aan de Duitsers en daarop dreigde Göring om Praag zwaar te bombarderen.:pag. 260 De president bezweek onder de druk en ging akkoord met een Duitse bezetting, waarna het Protectoraat Bohemen en Moravië ontstond.

#### Kristallnacht

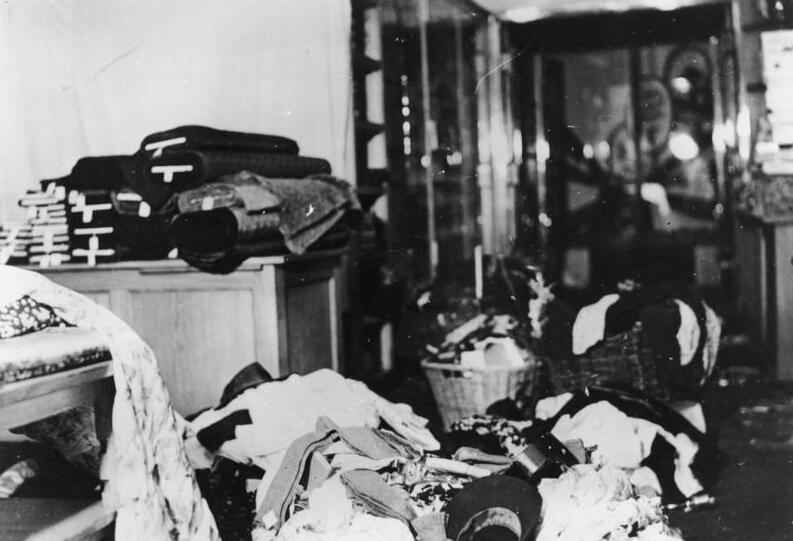
Een verwoeste winkel na de kristallnacht. Göring betreurde de vernielde waarde.

In de avond 9 november 1938, twee dagen na de aanslag op de Duitse diplomaat Ernst vom Rath, werd bekend dat Vom Rath aan zijn verwondingen was overleden. Onder aanvoering van Joseph Goebbels braken er door heel Duitsland rellen uit, geïnitieerd door SA-leden. Göring en Himmler hadden van Hitler te horen gekregen zich nergens mee te bemoeien. Toch zette Himmler in Berlijn, Bremen, Hannover en Wenen SS-eenheden in om Joods leven en eigendom te beschermen. Ook Göring gaf naderhand eenheden van de politie en leden van de Allgemeine-SS het bevel tegen de gewelddadigheden op te treden.
Hitler gaf Göring in de middag van 10 november het bevel om alle Joden uit het bedrijfsleven te weren. Göring, die het niet eens was met deze maatregelen, ging daarop het persoonlijke gesprek aan met Hitler. Tijdens dit gesprek maakte Hitler duidelijk dat de Joden ook niet meer mochten deelnemen aan culturele manifestaties en de 'Duitse bossen' niet meer mochten betreden. Daarnaast eiste hij dat de Joden de schade van de Kristallnacht zouden vergoeden en stelde het te betalen bedrag vast op 1 miljard Reichsmark.
Twee dagen na de Kristallnacht, op 12 november 1938, belegde Göring in het Reichsluftfahrtsministerium een vergadering voor ongeveer honderd man. Göring wilde de balans van de novemberprogrom, zoals de Kristallnacht ook wel wordt genoemd, opstellen. De grote schade die was toegebracht aan winkels en dergelijke, had veel verzekeringsaanvragen opgeleverd en dat had weer grote gevolgen voor het economisch plan van Göring. Hij deed daarover de volgende uitspraak:

Mir wäre lieber gewesen, ihr hättet 200 Juden erschlagen und hättet nicht solche Werte vernichtet.(Ik had liever gehad, dat jullie 200 joden hadden doodgeslagen en niet zoveel schade aangericht.)

Aan het eind van de vergadering deed Göring verslag van de te nemen maatregelen: de Joden moesten een boete van een miljard Reichsmark betalen, werden uitgesloten van het bedrijfsleven en waren verantwoordelijk voor de schade die was aangericht aan hun eigen bezittingen.
Zeven weken na de uitvaardiging van deze verordeningen, probeerde Göring de Joden wederom enkele pesterijen te besparen. Zo voorkwam hij onder meer dat de huurbescherming van Joden in zijn geheel werd afgeschaft en eiste hij een kleine negen maanden voor het uitbreken van de Tweede Wereldoorlog dat de emigratie van Joden moest worden ondersteund, waarbij vooral de minderbedeelden bij hun pogingen moesten worden geholpen.
Op 1 september, de dag dat de Duitsers de aanval op Polen openden, werd Göring door Hitler publiekelijk benoemd tot zijn opvolger.

## Toppunt van de macht

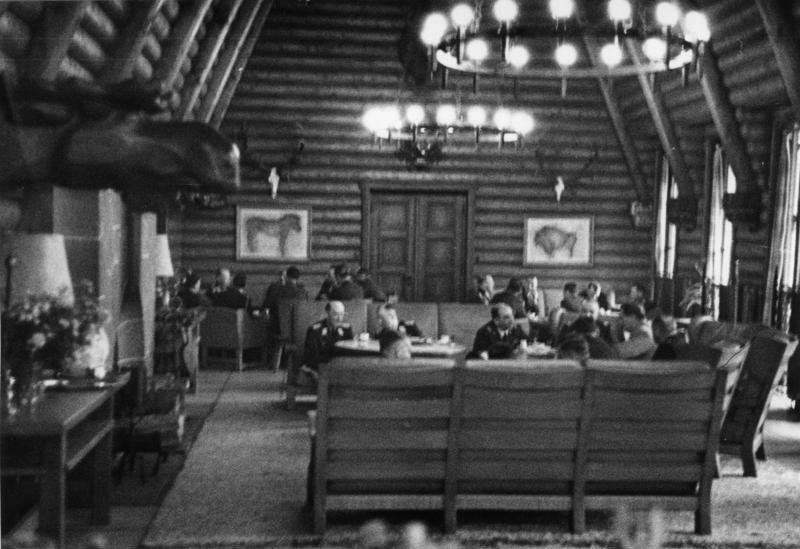
Hermann Göring in 1936 in zijn Reichsjägerhof "Emmyhall" te Rominten

Göring bekleedde de volgende publieke functies:
- President van de Rijksdag (1932-1945)
- Minister-president van Pruisen (1933-1945)
- Rijksstadhouder van Pruisen (1935-1945)
- Rijksminister voor de Luchtmacht (1933-1945)
- Rijksminister van Bosbouw (1934-1945)
- Veldmaarschalk van de Luftwaffe en stafchef van de Luftwaffe (1938-1945)
- Rijksminister van Economische Zaken (1937-1938)

Veel opzien baarde Göring als Rijksjagermeester. De op de jacht verzotte Göring was de chef van alle jagers in het Duitse Rijk. Hij organiseerde grote drijfjachten en zorgde als minister van Bosbouw voor voorbeeldige jachtwetten.
Het hoogtepunt van zijn macht kwam nadat Engeland en Frankrijk aan Duitsland de oorlog verklaarden in 1939, toen Hitler speciaal voor hem de functie van Rijksmaarschalk in het leven riep. Omdat de luchtmacht met succes bijgedragen had aan de Blitzkrieg tegen Nederland, België en de legers van Groot-Brittannië en Frankrijk werd Göring in 1940 onderscheiden met het speciaal voor hem ingestelde 'Grootkruis van het IJzeren Kruis'.

## Tweede Wereldoorlog

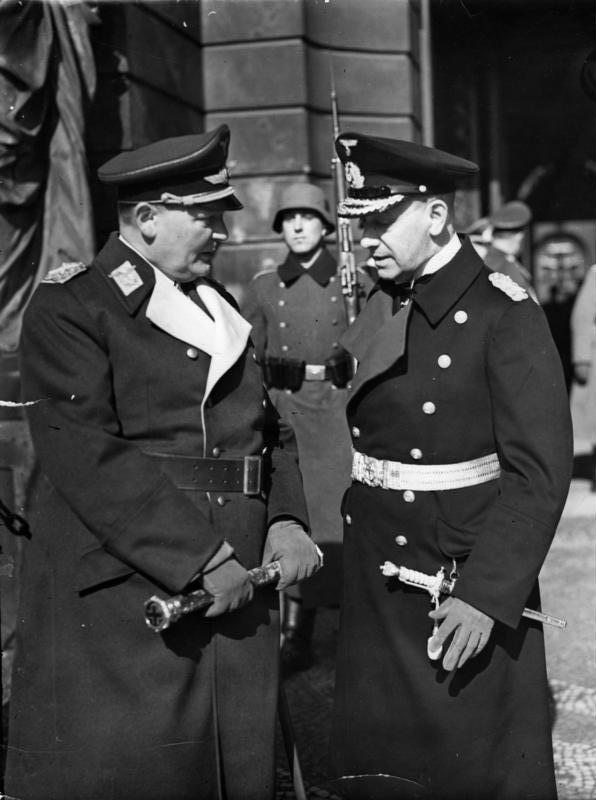
Göring en Raeder in 1940

Na de inlijving van Oostenrijk was Göring tevreden met het bereikte resultaat. Hij bereidde de economie en zijn luchtmacht wel voor op een oorlog in 1940, maar was vooral uit op consolidatie van de — in de eerste plaats door hemzelf bedachte en — in de winter van 1939-1940 bereikte staatkundige machtspositie. Hij was dan ook een van de drijvende krachten achter het vinden van een diplomatieke oplossing in de Sudetencrisis. Volgens sommige lezingen had weliswaar Mussolini een conferentie voorgesteld, maar was het idee afkomstig van Göring. In zekere zin was de uitkomst een triomf voor Göring, maar dit was de laatste keer dat Hitler naar hem zou luisteren inzake buitenlandse politiek.
Tijdens de crisis na de onafhankelijkheidsverklaring van de Eerste Slowaakse Republiek in maart 1939 nam Göring samen met Ribbentrop deel aan de intimidatie van de Tsjechoslowaakse president Dr. Emil Hácha. Görings dreigement om zijn luchtmacht Praag te laten bombarderen deed de 67-jarige, aan een hartkwaal lijdende president flauwvallen; een injectie door dr. Morell bracht hem bij waarna hij de overgave tekende.
Toen Hitler de aanval op Polen voorbereidde werd Göring, die hier tegenstribbelde en Hitler op de gevaren van een oorlog tegen Frankrijk en het Verenigd Koninkrijk wees, op vakantie gestuurd naar de Italiaanse Riviëra. In 1939 waren de Luftwaffe, de Kriegsmarine en de Duitse economie onvoldoende voorbereid op een langdurige oorlog, en Göring besefte dat. Toch benoemde Hitler Göring tot zijn plaatsvervanger, mocht hem wat overkomen. Toen Göring op 3 september 1939 vernam dat Groot-Brittannië en Frankrijk Duitsland de oorlog hadden verklaard, sprak hij de volgende woorden:
"Als wij deze oorlog verliezen, moge God ons genadig zijn."
Ondanks al deze bedenkingen steunde hij Hitlers oorlogen uiteindelijk volledig.
Göring droeg desondanks bij aan de ondergang van nazi-Duitsland doordat hij:
- Hitler beloofde door middel van bombardementen Engeland op de knieën te kunnen dwingen, wat uiteindelijk niet lukte;
- geen zware bommenwerpers met een groot bereik had laten bouwen;
- de industrie onvoldoende mobiliseerde;
- corruptie in de hand werkte;
- de ogen sloot voor de gevolgen van zijn falende luchtverdediging;
- de loze belofte deed dat hij het 6e leger in Stalingrad en het Afrikakorps door de lucht kon bevoorraden;
- en niet in staat bleek zijn functies behoorlijk uit te oefenen, maar wel extra benoemingen najoeg.

Göring beloofde het Duitse volk dat 'indien ook maar één bom op Duitsland zou vallen, ze hem Meier mochten noemen'. Begin september 1940 bombardeerden een paar Britse vliegtuigen Berlijn, waarop enkele cynische Berlijners zich 'afvroegen waar Meier toch was'. Göring werd door een boze Hitler (die op dat moment Molotov op visite had) op het matje geroepen en moest zijn Luftwaffe inzetten in een vergeldingsbombardement op een Engelse stad. Deze strategische blunder gaf de Britten het gedroomde excuus hun prangende pilotentekort aan te vullen en de Luftwaffe verliezen te doen lijden boven Engeland en de Noordzee. Na de Amerikaanse oorlogsdeelname namen de bombardementen op Duitsland en bezet gebied in alle hevigheid toe, in raids waaraan soms meer dan 1.000 toestellen deelnamen, en waarbij uiteindelijk 1 miljoen Duitsers, waarvan de meesten vrouwen, kinderen en ouderen het leven zouden laten. Görings Luftwaffe vocht dapper en verbeten terug, maar was tegen deze overmacht niet opgewassen en zo liep zijn imago zware schade op.
Desalniettemin was Göring als hoofd van de Luftwaffe verantwoordelijk voor de terreurbombardementen die door Duitsland waren uitgevoerd waaronder:
- Guernica (1937)
- Warschau (1939)
- Rotterdam (1940)
- Londen en Bombardement op Coventry (1940-41)
- Stalingrad 1942

## Zelfverrijking en verlies van prestige

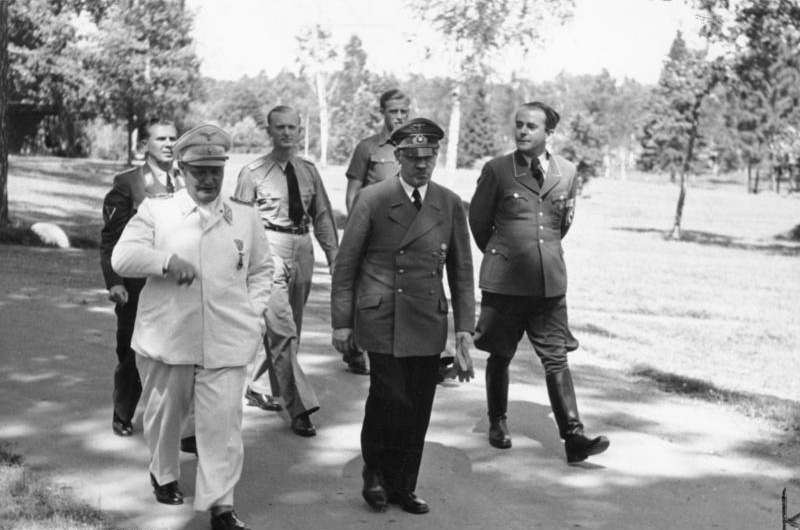
Göring, Hitler en Speer in 1943

Sinds 1936 was Göring directeur van het 'Vierjarenplan voor Bewapening' om Duitsland zo voor te bereiden op oorlog. Hij kwam hierdoor in conflict met Hjalmar Schacht die graag minder nadruk op autarkie en het militair apparaat wilde hebben. Göring wist het pleit uiteindelijk te winnen. Ten slotte beheerste hij een groot deel van de Duitse economie en werd de baas van de zogenaamde 'Hermann Göring Werke' die groter waren dan Krupp en door corrupte praktijken een van de rijkste mensen van het Derde Rijk. Hij bezat diverse kastelen en buitenplaatsen. Gedurende de oorlog werd zijn drang tot bezit door niets meer geremd; zo confisqueerde Göring een gigantische hoeveelheid kunstvoorwerpen, veelal van rijke Joden en musea in door Duitsland bezette landen, onder andere een deel van de handelsvoorraad van de Joodse miljonair en kunsthandelaar Jacques Goudstikker. Van alle nazi's aan de top was Hermann Göring echter degene die de meeste Joden, die op hem een beroep deden, gered heeft en verzuchtte hij in de zomer van 1939 tegen een medewerker 
"ik zou toch niet graag Jood zijn in dit land".
 En toen iemand van de Gestapo hem duidelijk maakte dat veldmaarschalk Milch een Joodse vader had, snauwde hij de man toe 
"wie Jood is in dit land bepaal ik, daar heeft u zich niet mee te bemoeien!"
Het verlies van de Slag om Engeland en andere verliezen zoals bij Stalingrad waarbij de Luftwaffe een hoofdrol speelde, ontnamen hem echter veel van zijn prestige, niet in de laatste plaats bij Hitler zelf.
Vanaf 1943 was Göring niet meer prominent op de voorgrond aanwezig en hield hij zich hoofdzakelijk nog bezig met zijn privézaakjes. Tegen het einde van de oorlog liet Göring een groot deel van zijn geroofde schatten opslaan in grotten met het plan om ze na de oorlog naar een veiligere plaats te verslepen of te verkopen. Al snel werden deze grotten door de geallieerden ontdekt. Zo bleven deze kunstvoorwerpen bewaard voor het nageslacht.
In de gevangenis in Neurenberg bromde hij tegen een medegevangene:
"Wat, U klaagt?? U hebt niets gehad, bedenk eens wat ik allemaal verloren heb..."
Toch was Göring een van de nazi's die naast Hitler grote populariteit bezat bij de bevolking. Dit kwam waarschijnlijk door het feit dat hij een dappere en zeer fameuze oorlogsheld was en door zijn knappe en later goedaardige uitstraling. Hij werd dan ook liefkozend Der Eiserne of Der Dicke genoemd, en vaak werd gezegd dat de zeer joviale Dicke het zo slecht nog niet meende.

## Muiterij

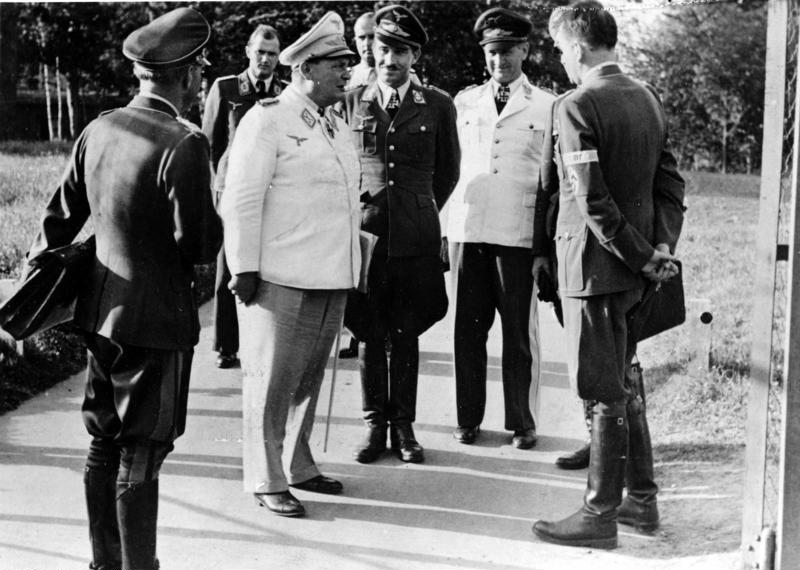
Göring, Adolf Galland, Bruno Loerzer en Albert Speer

Hoewel Göring zelf jachtvlieger geweest was, leefde hij op gespannen voet met zijn piloten. Toen de Britten Berlijn bombardeerden, was Hitler woedend, vooral omdat een bombardement samenviel met een bezoek van Molotov aan Berlijn. Göring droeg de toorn van Hitler over op zijn piloten en schold ze uit voor lafaards.
In de zomer van 1943 doken voor het eerst USAAF jachtvliegtuigen op in het Duitse luchtruim. Adolf Galland en Erhard Milch vroegen om meer jachtvliegtuigen om een overwicht op de aanvallers te houden. Göring gaf tot in de herfst van 1943 de voorkeur aan meer bommenwerpers om op alle fronten het initiatief te behouden.
Op 13 januari 1945 ontzette Göring Adolf Galland uit zijn functie als generaal van de jachtvliegers.
Op 17 januari ging een groep van gedecoreerde piloten waaronder Johannes Steinhoff en Günther Lützow naar Göring om hun eisen voor te leggen. Göring riep en tierde over deze muiterij en dreigde met het vuurpeloton. Göring verdacht Galland als aanstoker. Heinrich Himmler wilde hem voor verraad voor de krijgsraad brengen. De SS en Gestapo stelden een onderzoek in. Galland trok zich terug in het Harzgebergte onder huisarrest. Hitler vernam dit van Albert Speer en beval dat "al die onzin" meteen moest stoppen. Göring nodigde Galland uit naar Carinhall en bood hem het bevel over de Messerschmitt Me 262 straaljagers.

## Val en arrestatie
Het einde van de oorlog naderde snel. De westelijke geallieerden waren de Rijn al overgestoken en de troepen van de Sovjet-Unie waren al doorgedrongen in de buitenwijken van Berlijn. Op 20 april 1945 verliet Göring voor de laatste maal zijn geliefde Carinhall. Göring liet het huis bewaken door een eenheid van de Luftwaffe en zijn kunstschatten werden per trein overgebracht naar zijn verblijf in Berchtesgaden. Op het moment dat het Rode Leger zou naderen, moest de eenheid het gebouw opblazen met tachtig vliegtuigbommen. Göring ging vanuit de Carinhall rechtstreeks naar Berlijn, om daar de zesenvijftigste verjaardag van Hitler bij te wonen.
Dit was de laatste maal dat de leiders van het Derde Rijk bij elkaar waren. Hitler was speciaal voor deze gelegenheid uit de führerbunker naar de beschadigde Rijkskanselarij gekomen. Hitler had in de nacht ervoor bepaald dat hij in de hoofdstad zou blijven. Tijdens de lange redevoering van Hitler besefte Göring dat hij formeel nog altijd de tweede man van het Duitse Rijk was. Göring ging na de redevoering snel naar Hitler en probeerde de führer nog te overtuigen voor een 'ontsnapping' naar Berchtesgaden. Toen deze dat afwees, zei Göring dat hij nog enkele dringende zaken te regelen had in Zuid-Duitsland. Göring vertrok nog 's nachts langs de steeds smaller wordende ontsnappingsroute.
Bij zijn tocht vanuit Berlijn werd Göring diverse malen gehinderd door vijandelijke bombardementen. Hij moest enkele malen dekking zoeken in openbare schuilkelders. Waar de andere nazileiders inmiddels impopulair waren, bleef Göring een populair persoon onder het volk. De Rijksmaarschalk ging zelfs enkele bunkers in om de bevolking te steunen. Göring kwam met enige vertraging aan op het hoofdkwartier van de Luftwaffe Wildpark-Werder. Van daaruit vloog Göring naar het zuiden van Duitsland. In Berchtesgaden aangekomen betrok Göring zijn woning op de Obersalzberg.
Op 22 april 1945 liet Adolf Hitler in de führerbunker weten, dat hij in Berlijn zou blijven en zichzelf zou doodschieten. Het nieuws dat Hitler was ingestort, deed snel de ronde en 's avonds bereikte het ook chef-staf van de Luftwaffe Karl Koller. Koller vloog diezelfde nacht nog naar Berchtesgaden om Göring hiervan op de hoogte te stellen. In de middag van 23 april kwam hij aan en vertelde hij het nieuws aan de Rijksmaarschalk. Hitler had tevens gezegd dat, als het op onderhandelen aankwam met de geallieerden, Göring daartoe beter in staat was dan hijzelf.
Göring twijfelde of hij nog wel de leiding over Duitsland kon overnemen. Zijn grootste zorg was of Hitler zijn aartsrivaal Bormann intussen niet tot zijn opvolger had benoemd. Göring haalde het decreet van 29 juni 1941 uit een stalen koffer, las het nog eens door en liet het controleren door de chef van de presidentiële kanselarij, die de wet geldig verklaarde. Göring was hierna overtuigd van het feit dat hij de leiding over Duitsland moest overnemen. Later die middag stuurde Göring het volgende telegram naar Hitler:

Mein Führer,
 sind Sie einverstanden, dass ich nach Ihrem Entschluss, im Gefechtsstand der Festung Berlin zu verbleiben, gemäß Ihres Erlasses vom 29.6.1941 als Ihr Stellvertreter sofort die Gesamtführung des Reiches übernehme mit voller Handlungsfreiheit nach innen und nach außen? Falls bis 22 Uhr keine Antwort erfolgt, nehme ich an, dass Sie Ihrer Handlungsfreiheit beraubt sind. Ich werde dann die Voraussetzungen Ihres Erlasses als gegeben ansehen und zum Wohl von Volk und Vaterland handeln. Was ich in diesen schweren Stunden meines Lebens für Sie empfinde, wissen Sie, und kann ich durch Worte nicht ausdrücken. Gott schütze Sie und lasse Sie trotz allem baldmöglichst hierherkommen. Ihr getreuer Hermann Göring.(Mijn Führer, gaat U ermee akkoord, dat ik na Uw besluit, om in de gevechtspost van de vesting Berlijn te blijven, volgens Uw beschikking van 29/6/1941 als Uw plaatsvervanger meteen het opperbevel van het rijk overneem met volle vrijheid van handelen naar binnen en naar buiten? Als voor 22 uur geen antwoord komt, neem ik aan, dat U van Uw vrijheid van handelen beroofd bent. Ik zal dan de voorwaarden van Uw beschikking als gegeven aanzien en voor het wel van volk en vaderland handelen. Wat ik in deze zware uren van mijn leven voor U voel, weet U, en kan ik niet in woorden uitdrukken. God bescherme U en late U niettegenstaande alles zo snel mogelijk naar hier komen. Uw trouwe Hermann Göring.)

Om zeker te zijn van een goede verzending stelde Göring een majoor aan als marconist. In de führerbunker kreeg Von Below, Luftwaffe-adjudant van Hitler, de opdracht er persoonlijk voor te zorgen dat de führer het telegram woordelijk in handen kreeg. Naast zijn telegram aan Hitler, verzond Göring ook berichten naar Wilhelm Keitel en Joachim von Ribbentrop. Daarin vermeldde hij dat, als ze om middernacht nog geen rechtstreeks bericht van Hitler hadden ontvangen, ze direct met een vliegtuig naar Göring moesten komen. Tevens verzond hij een telegram naar Bormann, waarin hij vermeldde dat hij middels een bericht aan de führer een laatste poging deed om deze te overtuigen Berlijn te verlaten.
Göring begon hierna al direct zijn plannen op papier te zetten. Hij was bezig een nieuw kabinet te formeren, waarin voor Von Ribbentrop geen plaats meer was en hijzelf de functie van de minister van Buitenlandse Zaken op zich nam. Daarnaast wilde Göring met Eisenhower van 'man tot man' praten over de vrede met de westelijke geallieerden, terwijl hij in het oosten de strijd onverminderd wilde voortzetten.
Ondertussen was het telegram in de führerbunker aangekomen. Het was Görings vijand Bormann die het telegram in handen had gekregen. Göring was hiervoor al bang geweest en Bormann bracht het telegram direct naar Hitler en gaf er zijn eigen interpretatie aan. Hitler was echter immuun voor het gestook van Bormann, die Göring beschuldigde van hoogverraad. De führer reageerde apathisch en volgens hem was er geen sprake van disloyaliteit. Toen Bormann echter met nog een telegram van Göring kwam aanzetten, waarin Von Ribbentrop werd gesommeerd hem onmiddellijk te komen opzoeken indien hij voor middernacht geen orders van de führer of Göring had ontvangen, sloeg Hitlers stemming helemaal om. Hitler beschuldigde Göring ervan verantwoordelijk te zijn voor de nederlaag van de Luftwaffe, noemde hem corrupt en foeterde over Görings drugsverslaving. Toen Hitler weer in zijn lusteloosheid vervallen was, zei hij dat Göring de overgave maar moest regelen, daar het toch niets meer uitmaakte wie het deed en hij er waarschijnlijk het beste in was.:pag. 357
Hitler liet Bormann echter wel een telegram verzenden. Hierin werd vermeld dat de actie van Göring hoogverraad was en dat daar eigenlijk de doodstraf op stond. Vanwege zijn verdiensten in het verleden zou hiervan worden afgezien, mits Göring afstand deed van al zijn functies. Tevens werden alle acties in de aangeduide richting verboden. Bormann zond, zonder medeweten van Hitler, een tweede telegram aan de SS-commandanten op de Obersalzberg, Bernhard Frank en Kurt von Bredow. Daarin beval hij hen Göring wegens hoogverraad direct te arresteren.
Direct nadat hij het telegram van Bormann had ontvangen, ondernam Göring enkele stappen, die duidden op het feit dat hij nog altijd loyaal was aan Hitler. Hij telegrafeerde onmiddellijk naar alle andere nazileiders, met wie hij in contact stond, dat Hitler nog altijd vrijheid van handelen had en hij herriep het telegram dat hij vanmiddag aan hen had gezonden.
Kort hierna werd Göring gearresteerd. De Rijksmaarschalk wilde het niet geloven en was ervan overtuigd dat het een misverstand betrof. Er werd hem direct een contactverbod opgelegd met zijn vrouw Emmy en zijn dochter Edda. De volgende morgen - Göring kon het toen nog steeds niet geloven - werd de Obersalzberg gebombardeerd. Ook Görings verblijf werd getroffen en ze werden naar een grote schuilkelder diep in de berg gebracht. SS-Obersturmbannführer Frank had ondertussen een nieuw telegram uit Berlijn ontvangen, waarin stond dat, als Berlijn zou vallen, Göring moest worden geëxecuteerd.:pag. 357 Frank was verbijsterd en kwam tot de beslissing dat, als Hitler en de andere nazileiders in Berlijn om het leven kwamen, Hermann Göring de enige nazi was die hen nog kon helpen bij onderhandelingen met de geallieerden. Frank weigerde dan ook het bevel uit te voeren, mocht het zover komen.:pag. 360 Op eigen verzoek werd Göring door de SS overgebracht naar Mauterndorf, het kasteel waar hij als kind opgroeide.:pag. 176
Op 29 april 1945 liet Hitler zijn laatste testament opstellen, waarin hij Göring uit de partij zette en hem tevens van alle staatsfuncties beroofde. Tevens werd het decreet van 29 juni 1941 ongeldig verklaard. Hij beschuldigde hem ervan om op onwettige wijze pogingen te hebben aangewend om voor zichzelf de macht te grijpen.
Vanuit zijn kasteel in Mauterndorf probeerde Göring contact te leggen met de Amerikanen om een gesprek met Eisenhower te regelen. Toen dit niet lukte, gaf hij zich op 9 mei 1945 over aan Amerikaanse troepen.

## Berechting en dood

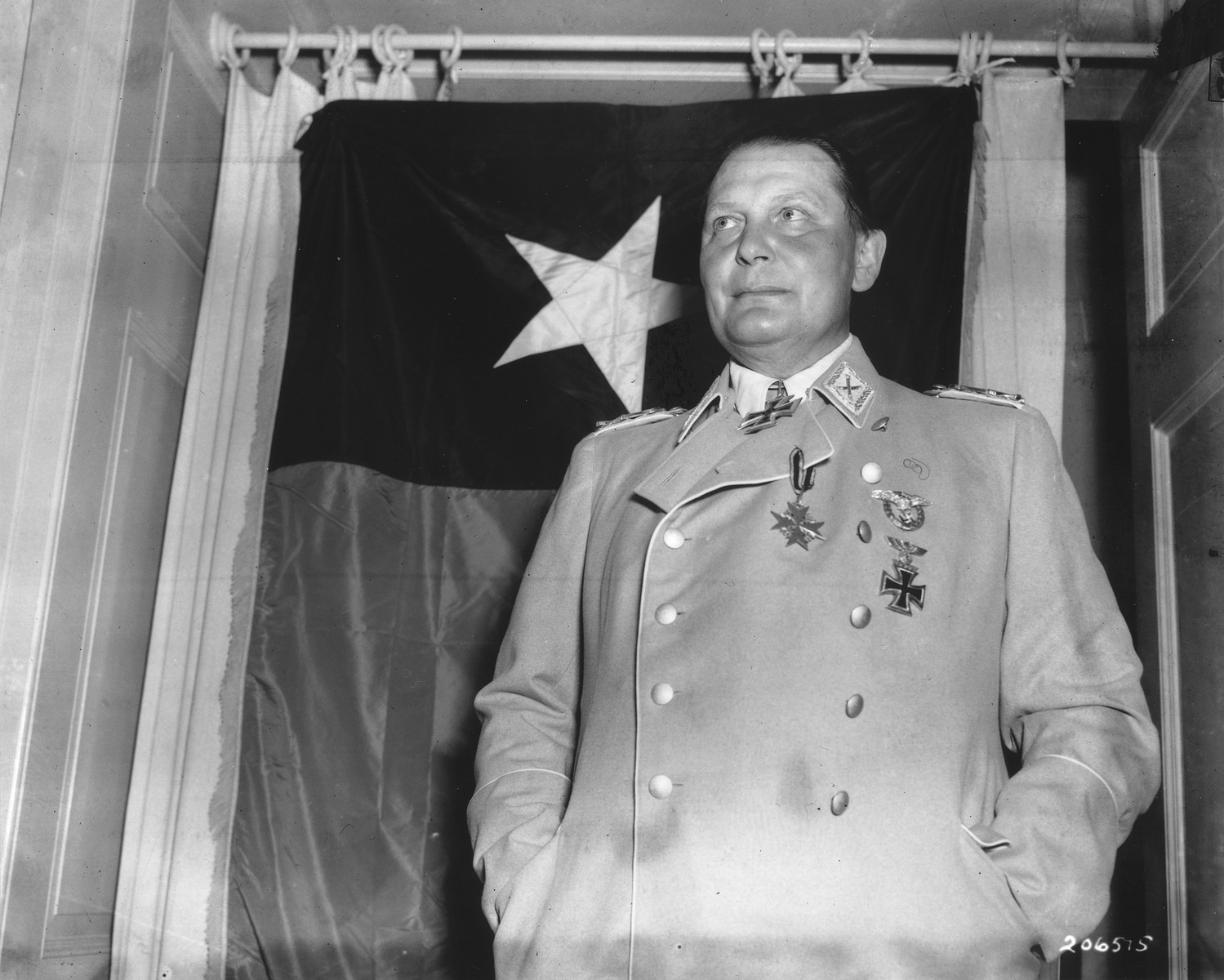
Göring op 9 mei 1945 na zijn arrestatie door de Amerikanen

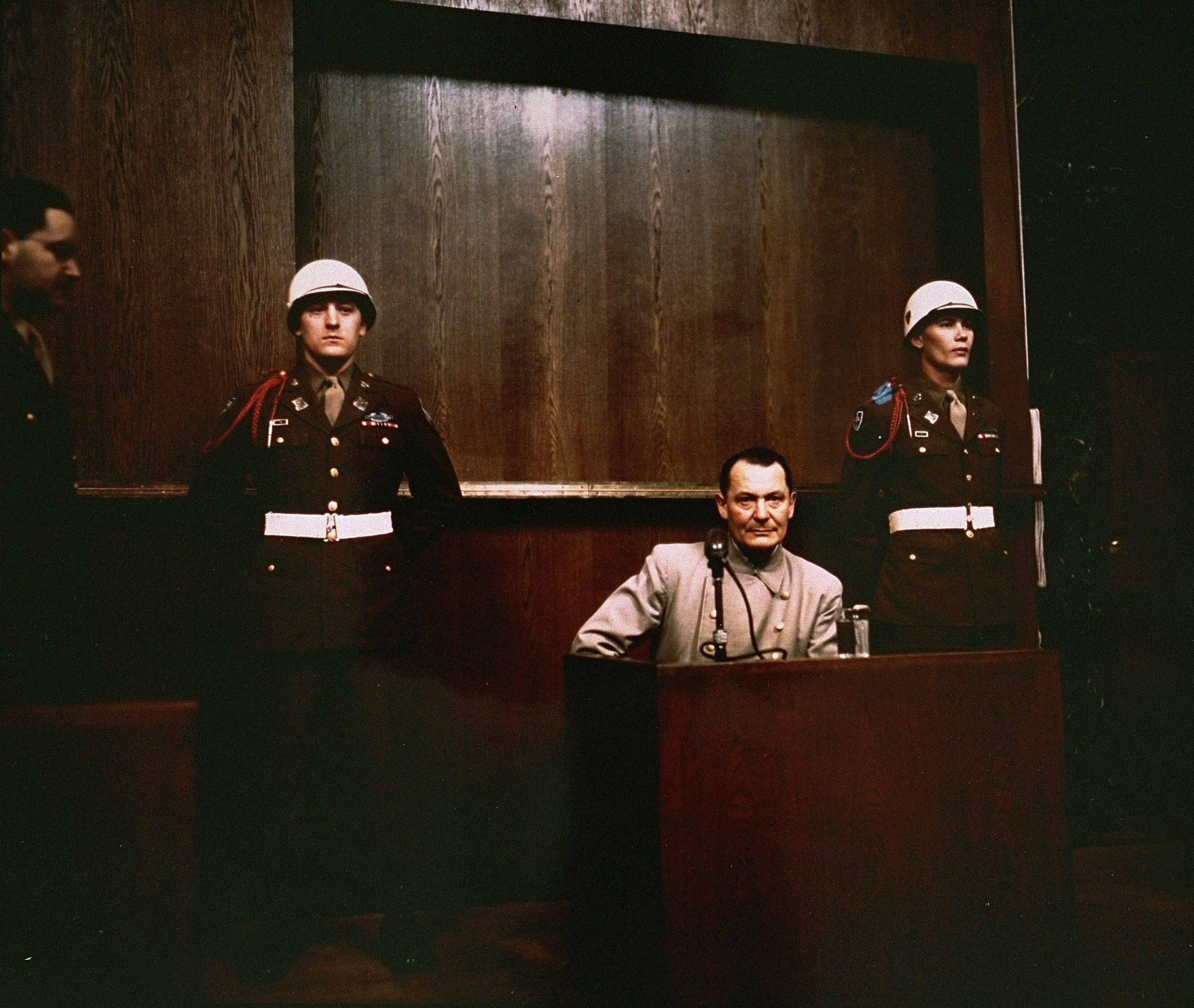
Göring in de beklaagdenbank bij het proces van Neurenberg

Bij het naoorlogse Proces van Neurenberg heeft Göring, evenals alle andere gevangenen, een IQ-test afgelegd waar hij met een score van 138 achter Hjalmar Schacht en Seyss-Inquart als derde uit de bus kwam. Hier wierp Göring zich op als de aanvoerder van de verdachten. Göring werd op alle vier de punten vervolgd. 
Het bewijsmateriaal toont aan dat hij, na Hitler, de belangrijkste man van het naziregime was. Hij was opperbevelhebber van de Luftwaffe, bedenker en uitvoerder van het vierjarenplan en had een grote invloed op Hitler, in ieder geval tot 1943, waarna de relatie tussen beiden verminderde en eindigde met zijn arrestatie in 1945. Hij verklaarde dat Hitler hem op de hoogte hield van alle belangrijke militaire en politieke problemen.
De van zijn morfineverslaving genezen, flink afgevallen en nu veel fittere Göring wist zich in een kruisverhoor uitstekend te weren. Hij beweerde onder andere, toen het punt van de Duitse terreurbombardementen op weerloze steden aan de orde kwam, dat zijn Luftwaffe dezelfde strategie had gevolgd als de RAF en de USAAF. Zijn aandeel in de planning en uitvoering van nazi-Duitslands aanvalsoorlogen, zijn persoonlijke schaamteloze roofzucht en ook zijn medewerking aan de organisatie van de Holocaust waren daarentegen zo duidelijk, dat hij op alle punten van de aanklacht schuldig werd bevonden. Een door hem persoonlijk in 1941 ondertekend bevel aan Reinhard Heydrich om te beginnen met de Endlösung der Judenfrage kwam bijvoorbeeld als bewijsstuk boven water. Daarom werd Göring veroordeeld tot dood door de strop. Zijn rechters verklaarden dat zijn schuld 'uniek was, alleen al door zijn omvang'.

### Dood
Direct na het horen van het vonnis, diende Göring een verzoek in om als een soldaat voor het vuurpeloton te mogen sterven en niet de smaad van de dood door de strop te moeten ondergaan. Hij kreeg al snel te horen dat zijn verzoek niet werd ingewilligd en dat hij zou worden opgehangen, net als de andere terdoodveroordeelden.:pag. 221
Op 7 oktober kreeg Emmy Göring een telefoontje met de mededeling dat ze een laatste bezoek aan haar man mocht brengen. Door middel van glas en ijzerwerk werden Göring en zijn vrouw en dochter van elkaar gescheiden gehouden. Hij beloofde Emmy dat de Amerikanen hem niet zouden ophangen, omdat ze niet het recht hadden om over hem te oordelen.:pag. 400
De geallieerden besloten dat de executie zou plaatsvinden op 16 oktober om twee uur in de nacht. Dit tijdstip was gekozen om het voor de pers verborgen te houden, maar in de avond begonnen zich al groepjes verslaggevers en fotografen voor de gevangenis te verzamelen.:pag. 401 Op diezelfde avond klonk er getimmer vanuit de gymnastiekzaal en geluid van aanrijdende auto's, en was er veel licht te zien. Deze factoren maakten de gevangenen erop attent dat dit de nacht van de executie zou worden.
Göring scheen deze dag meer in de put te zitten dan in het hele traject hiervoor. Hij uitte nogmaals kritiek op de executiemethode, maar het haalde niets uit. Zijn hele cel werd die dag nog eens doorzocht, maar er werd niets gevonden waarmee Göring zelfmoord kon plegen.:pag. 402-403 Naarmate de dag vorderde werd Görings humeur echter beter en in de avond was hij zelfs opgewekt. In zijn cel lag Göring vanaf een uur of tien te woelen. Hij wachtte op de wissel van de bewaker om half elf. Hierna wachtte hij nog een kwartier om de indruk te wekken dat hij niets van plan was. Om exact 22:46 uur nam Göring een pil met cyaankali in.:pag. 404 Al snel begon hij te verstijven en er kwam een benauwde klank over zijn lippen. Johnson, zijn bewaker, alarmeerde direct de korporaal van de wacht, die met luitenant Cromer, de gevangenisofficier, en dominee Gerecke, aankwam. Görings linkerhand hing over de zijkant van het bed. Dominee Gerecke voelde aan de pols en concludeerde dat Göring overleden was.
Nadat de anderen waren geëxecuteerd, werd het lichaam van Göring en de andere nazileiders om vier uur overgebracht naar München. Onder zware bewaking werden de lichamen aldaar gecremeerd. Na Görings crematie werd zijn as uitgestrooid in een smalle rivier in München die uitmondt in de Isar.

### Zelfmoordpil

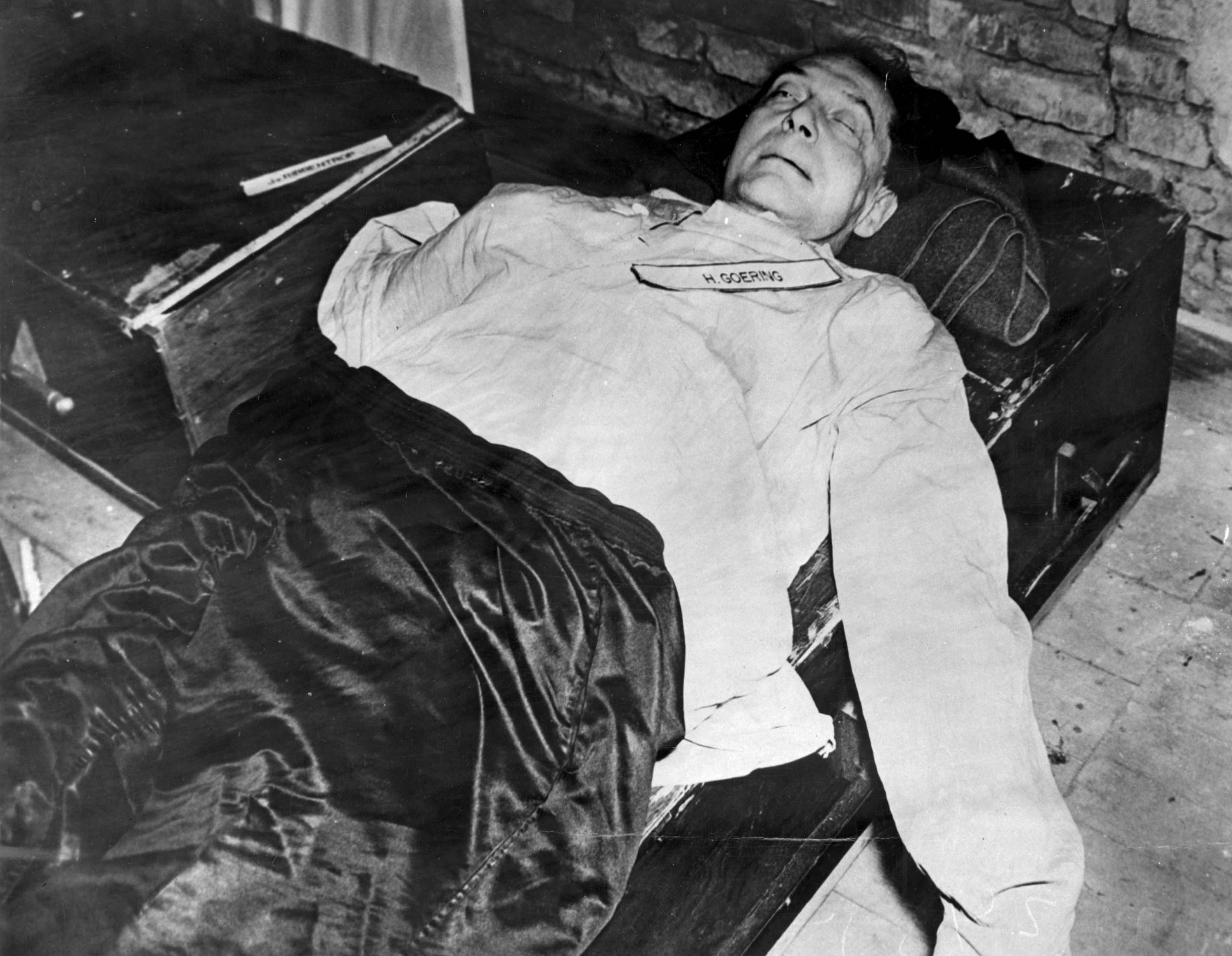
Het lijk van Göring

De vraag hoe Göring het ondanks de vele fouilleringen had klaargespeeld de gifcapsule met cyaankali achter te houden die alle topleden van de nazi's bij zich droegen, is pas na vele jaren opgelost. Over de herkomst van het gif deden in eerste instantie verschillende lezingen de ronde.
De pil zou onder een gouden kroon in zijn mond hebben gezeten, in een holle kies, verborgen zijn geweest in de huidplooien boven zijn navel, of in zijn anus. Anderen stelden dat de Duitse dokter die hem regelmatig onderzocht hem de pil had gegeven, of dat deze verborgen zou zijn geweest in een stuk zeep dat hij van een Duitse officier had gekregen. Ook werd lange tijd vermoed dat Görings vrouw Emmy hem de pil tijdens haar laatste bezoek had gegeven, via een zogenaamde "kus des doods". Uit het onderzoek naar de dood van Hermann Göring werd geconcludeerd dat hij gedurende de hele periode van zijn detentie in bezit is geweest van een pil met cyaankali.:pag. 222
Kolonel Andrus, de Amerikaanse legergouverneur van de Gevangenis van Neurenberg, publiceerde in september 1967 de brief die Göring vlak voor zijn dood schreef.:pag. 222 Hij luidde:

Neurenberg 11 oktober 1946

Aan de commandant!

Ik heb de gifcapsules altijd bij me gehad sinds ik krijgsgevangene werd. Toen ik naar Mondorf werd gebracht had ik drie capsules. De eerste liet ik in mijn kleren zitten, opdat ze gevonden werd bij de fouillering. De tweede heb ik als ik mij ontkleedde onder de kleerhaak geborgen om ze weer onder het aankleden bij me te steken. Ik heb deze in Mondorf en hier in de cel zo goed verstopt, dat ze niettegenstaande de veelvuldige en intensieve fouilleringen niet kon worden gevonden. Gedurende de zittingen van de rechtbank droeg ik ze bij me in mijn hoge rijlaarzen. De derde capsule bevindt zich nog in mijn kleine platte koffer in de ronde doos met huidcrème, verborgen in de crème. Ik had dit gif in Mondorf, indien nodig, tweemaal kunnen innemen. Geen van hen die met de fouilleringen en de zoekacties belast waren, treft enigerlei schuld, want het was vrijwel onmogelijk de capsule te vinden. Het zou zuiver toeval zijn geweest.

Hermann Göring

PS. Dr. Gilbert deelde me mee dat de controleraad het verzoek heeft afgewezen om de wijze van executie te wijzigen in doodschieten.:222:pag. 405, 406

In 2005 beweerde de toen 78-jarige Lee Stivers echter dat hij Göring via een balpen de zelfmoordpil had bezorgd. Volgens Stivers ontliep Göring uiteindelijk de galg, doordat hij als 19-jarige bewaker op het Neurenberg-proces het 'medicijn' in een pen naar de nazi smokkelde. Dat gebeurde op verzoek van een onbekend, leuk, jong meisje dat hij net was tegengekomen. Later begon het hem te dagen dat hij er was ingeluisd. Dat Stivers het pas bekendmaakte nadat alle mogelijke getuigen uit die tijd zijn overleden, en het verhaal daardoor niet meer kan worden bewezen, zou voortkomen uit angst om alsnog te worden vervolgd door het Amerikaanse leger. Het verhaal van Stivers wordt daarom dan ook in twijfel getrokken. De meeste historici houden vast aan de door Göring beschreven situatie.

## Duiding
Volgens verschillende historici die zijn leven bestudeerden zou Göring geen overtuigde nazi zijn geweest zoals Joseph Goebbels en Heinrich Himmler, hoewel hij zich wel zo voordeed, maar het voorbeeld van een rasechte opportunist was.
Göring geloofde, naar eigen zeggen, wel dat er twee verheven volkeren waren: de Duitsers en de Joden, maar dat er in Europa slechts ruimte was voor een van deze twee.
De combinatie van Görings bijzondere intelligentie met zijn opportunisme en ijdele zucht naar weelde maakten hem tot een oorlogsmisdadiger, zelfs al was hij niet overtuigd van de 'zin' van de Jodenvervolging, en meer in het bijzonder niet overtuigd van het nut de Verenigde Staten de oorlog te verklaren.
Göring had zijn bedenkingen tegen het beginnen van een oorlog, onder andere tegen Tsjechoslowakije in 1938 en Polen in 1939. De overwegingen hiervoor waren echter niet zozeer humanitair, maar vooral ingegeven door de angst dat Duitsland in een niet te winnen langdurige oorlog verzeild zou raken en Göring uiteindelijk alles zou kwijtraken. In die context moet de uitspraak van 3 september 1939 ook worden bezien.
Om die reden was Göring ook fel tegen een preventieve oorlog tegen de Sovjet-Unie. Göring zelf zou zich tal van keren druk hebben gemaakt over Hitlers plannen om operatie Barbarossa te starten. Hitler werd echter door Goebbels, minister van propaganda, en Von Ribbentrop, minister van buitenlandse zaken, gesteund in zijn Lebensraum-opvattingen. Klaarblijkelijk konden deze twee een beslissender invloed uitoefenen op Hitler dan Göring zelf: ze gaven Hitler doorgaans in alles gelijk. Bovendien had Göring in het begin van de oorlog al veel krediet verloren door de tegenvallende prestaties van de Luftwaffe in de Slag om Engeland.

## Privéleven

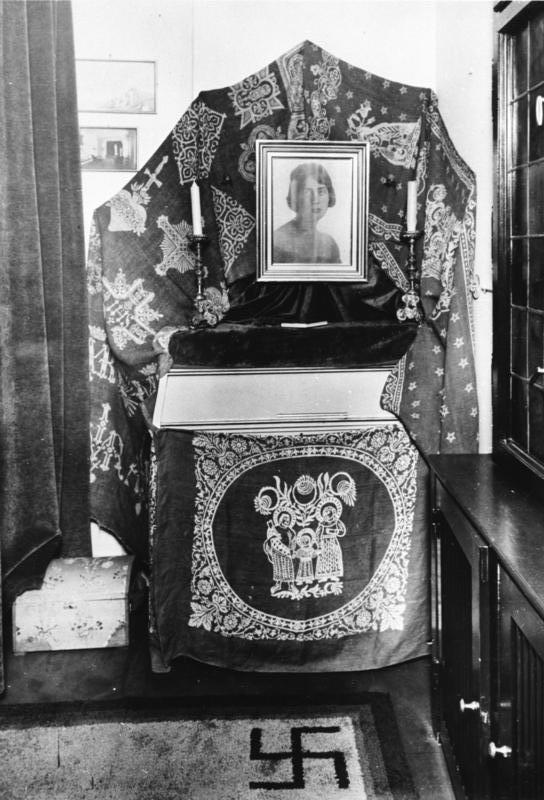
Herinnering aan de overleden Carin von Kantzow in Görings woning te Berlijn

Göring was een ambitieuze en getalenteerde jongeman. Na de Eerste Wereldoorlog werkte hij van 1919 tot 1921 als stuntvlieger en piloot bij de burgerluchtvaart in Zweden waar hij de rijke, gehuwde en aristocratische Carin von Kantzow (geboren Baronesse von Fock) verleidde en haar na haar echtscheiding huwde. Het echtpaar bleef kinderloos. Von Kantzow overleed in 1931 aan tuberculose en liet een diepbedroefde weduwnaar achter. Göring omringde zich ook in zijn tweede huwelijk met schilderijen van zijn eerste echtgenote, noemde zijn buitenverblijf Carinhall, en zijn luxejacht Carin II.
Hermann Göring ontmoette in 1931 Emmy Sonnemann (1893-1973).:pag. 158 Hij was toen nog getrouwd met Carin. Toen Carin in 1931 overleed, zagen Emmy en Hermann elkaar steeds vaker en ontstond er een liefdesrelatie. In 1934 verleende Göring haar de titel Staatsschauspieler, het hoogst haalbare voor een toneelspeler. In 1935 stopte ze met toneelspelen. Haar laatste toneelspel was Minna von Barnhelm oder das Soldatenglück. In 1935 huwden ze in de Dom van Berlijn. Hitler was een van de getuigen. De bruiloft op 10 april 1935 was een groot feest.:pag. 227 De straten waren versierd, de binnenstad van Berlijn was afgesloten voor verkeer en meer dan tweehonderd vliegtuigen van de pas opgerichte Luftwaffe cirkelden boven het paar.:pag. 228
Uit hun huwelijk werd op 2 juni 1938 een dochter, Edda Göring (dezelfde voornaam als de dochter van Benito Mussolini), geboren. De geboorte van Edda was opmerkelijk, want haar moeder was al 45 en Hermann Göring had tijdens de Bierkellerputsch een schotwond in de lies opgelopen. Der Spiegel schreef over een onbevlekte ontvangenis. In 1940 schreef Julius Streicher in Der Stürmer dat Edda verwekt was door kunstmatige inseminatie. Hermann Göring vroeg de opperrechter van de partij Walter Buch om actie, maar Hitler kwam tussenbeide en Streicher mocht Der Stürmer blijven uitgeven vanuit zijn ballingsoord Cadolzburg bij Neurenberg.
Edda figureert onder meer in het in 1990 verschenen boek Hitler's children: Sons and daughters of leaders of the Third Reich talk about their fathers and themselves, waarin zij aangeeft vele fijne herinneringen aan haar vader te hebben.
In mei 2024 vond een Duits-Pools onderzoeksteam onder het huis van Göring in Polen, het eerdere nazihoofdkwartier Wolfsschanze, per toeval de menselijke resten van vijf personen, onder wie een baby.

## Onderscheidingen
Hermann Göring heeft in de Eerste Wereldoorlog een aantal onderscheidingen verworven. Tijdens zijn ambtsperiode in het Derde Rijk verleenden de Duitse en tal van andere regeringen de ijdele premier van Pruisen en latere rijksmaarschalk hun ridderorden en andere decoraties. Vaak liet Göring om onderscheidingen "vragen", wanneer hij ze ontving negeerde hij de wettelijke regel dat iedere Duitser de Rijkskanselier om toestemming moest vragen alvorens decoraties van vreemde regeringen aan te nemen.

## Carrière
Göring bekleedde verschillende rangen in zowel de Sturmabteilung als Luftwaffe. De volgende tabel laat zien dat de bevorderingen niet synchroon liepen.
| Datum                                                                           | Luftstreitkräfte        | Sturmabteilung       | NSKK               | Luftwaffe                    | Wehrmacht              | Politie                   |
| ------------------------------------------------------------------------------- | ----------------------- | -------------------- | ------------------ | ---------------------------- | ---------------------- | ------------------------- |
| 13 mei 1911:pag. 29:pag. 405                                                    | Fähnrich                |                      |                    |                              |                        |                           |
| 20 januari 1914:pag. 29:pag. 405 (met Patent van 22 juni 1912:pag. 29:pag. 405) | Leutnant                |                      |                    |                              |                        |                           |
| 18 augustus 1917:pag. 29:pag. 405                                               | Oberleutnant            |                      |                    |                              |                        |                           |
| 8 juni 1920:pag. 29:pag. 405 (met ingang van 11 maart 1920:pag. 405)            | Charakter van Hauptmann |                      |                    |                              |                        |                           |
| 1 maart 1923:pag. 29:pag. 405                                                   |                         | Oberste SA-Führer    |                    |                              |                        |                           |
| 18 december 1931:pag. 29:pag. 405                                               |                         |                      | NSFK-Gruppenführer |                              |                        |                           |
| 1 januari 1933:pag. 29:pag. 405                                                 |                         | SA-Obergruppenführer |                    |                              |                        |                           |
| 25 mei 1933:pag. 29:pag. 405                                                    |                         |                      |                    | DLV-Minster                  |                        |                           |
| 5 mei 1933:pag. 29                                                              |                         |                      |                    | Reichsminister der Luftfahrt |                        |                           |
| 30 augustus 1933:pag. 405 (met RDA vanaf 1 oktober 1931:pag. 29:pag. 405)       |                         |                      |                    |                              | General der Infanterie |                           |
| 14 september 1933<ref name="MS">:pag. 32:pag. 405                               |                         |                      |                    |                              |                        | General der Landespolizei |
| 21 mei 1935:pag. 32:pag. 405                                                    |                         |                      |                    | General der Flieger          |                        |                           |
| 20 april 1936:pag. 405 (met RDA vanaf 1 april 1936:pag. 32:pag. 405)            |                         |                      |                    | Generaloberst                |                        |                           |
| 4 februari 1938:pag. 32:pag. 405                                                |                         |                      |                    | Generalfeldmarschall         |                        |                           |
| 19 juli 1940:pag. 32:pag. 405                                                   |                         |                      |                    | Reichsmarschall              |                        |                           |

## Fictie
In sommige sciencefictionboeken waarvan het verhaal zich afspeelt in een wereld met een alternatieve geschiedenis treedt Göring op:
- In het boek The man in the high castle (1962) van Philip K. Dick waarin de nazi's en de Japanners Amerika hebben veroverd, is Göring omstreeks 1960 de leider van het Derde Rijk. De inmiddels bejaarde en ongelooflijk dikke führer Göring heeft hier een levensstijl een Romeinse keizer waardig.
- In Worlds of the Imperium van Keith Laumer is Göring het hoofd van de veiligheidsdienst van een Brits-Duits-Zweeds imperium dat verspreid is over verschillende parallelwerelden.
- In de Riverworld-serie van Philip José Farmer die speelt in een soort 'hiernamaals' heeft hij zich 'bekeerd' en is hij zendeling van een pacifistische beweging.